# Danh sách hành tinh vi hình: 1–1000
Đây là một phụ trang danh sách hành tinh vi hình, bắt đầu từ 1 đến 1000. Để xem về các liên kết đến danh sách các hành tinh vi hình trên, xem danh mục. Bạn cũng nên xem danh sách tương tự Ý nghĩa tên hành tinh vi hình: 1–1000 để biết thêm chi tiết về tên trong danh sách này.

| Thiên thể gần Trái Đất | MBA (bên trong) | MBA (bên ngoài)   | Centaur                           |
| Cắt ngang Sao Hỏa      | MBA (ở giữa)    | Troia của Sao Mộc | Thiên thể bên ngoài Sao Hải Vương |
|                        |                 |                   |                                   |

### Từ 1 đến 100
| Tên gọi        | Tên gọi                                                                 | Tên gọi     | Khám phá             | Khám phá                 | Khám phá                          | Đặc điểm         | Đặc điểm   | Chú thích |           |
| Định danh      | Tạm thời                                                                | Đặt theo    | Ngày phát hiện       | Nơi phát hiện            | Người khám phá                    | Phân loại        | Đường kính | Chú thích |           |
| -------------- | ----------------------------------------------------------------------- | ----------- | -------------------- | ------------------------ | --------------------------------- | ---------------- | ---------- | --------- | --------- |
| 1 Ceres        | A899 OF 1943 XB                                                         | Ceres       | 01 tháng 01 năm 1801 | Palermo                  | Giuseppe Piazzi                   | —                | 939 km     | Chú thích | MPC · JPL |
| 2 Pallas       | A802 FA                                                                 | Pallas      | 28 tháng 03 năm 1802 | Bremen                   | Heinrich W. M. Olbers             | PAL              | 545 km     | MPC · JPL |           |
| 3 Juno         | A804 RA                                                                 | Juno        | 01 tháng 09 năm 1804 | Đài quan sát Lilienthal  | Karl L. Harding                   | JUN              | 247 km     | MPC · JPL |           |
| 4 Vesta        | A807 FA                                                                 | Vesta       | 29 tháng 03 năm 1807 | Bremen                   | Heinrich W. M. Olbers             | V                | 525 km     | MPC · JPL |           |
| 5 Astraea      | A845 XA 1969 SE                                                         | Astraea     | 08 tháng 12 năm 1845 | Driesen                  | Karl L. Hencke                    | —                | 107 km     | MPC · JPL |           |
| 6 Hebe         | A847 NA 1847 JB 1947 JB                                                 | Hebe        | 01 tháng 07 năm 1847 | Driesen                  | Karl L. Hencke                    | —                | 185 km     | MPC · JPL |           |
| 7 Iris         | A847 PA                                                                 | Iris        | 13 tháng 08 năm 1847 | London                   | John R. Hind                      | —                | 200 km     | MPC · JPL |           |
| 8 Flora        | A847 UA                                                                 | Flora       | 18 tháng 10 năm 1847 | London                   | John R. Hind                      | FLO              | 147 km     | MPC · JPL |           |
| 9 Metis        | A848 HA 1974 QU2                                                        | Metis       | 25 tháng 04 năm 1848 | Markree                  | Andrew Graham                     | FLO              | 190 km     | MPC · JPL |           |
| 10 Hygiea      | A849 GA A900 GA                                                         | Hygiea      | 12 tháng 04 năm 1849 | Naples                   | Annibale de Gasparis              | HYG              | 407 km     | MPC · JPL |           |
| 11 Parthenope  | A850 JA                                                                 | Parthenope  | 11 tháng 05 năm 1850 | Naples                   | Annibale de Gasparis              | —                | 143 km     | MPC · JPL |           |
| 12 Victoria    | A850 RA                                                                 | Victoria    | 13 tháng 09 năm 1850 | London                   | John R. Hind                      | KLI              | 115 km     | MPC · JPL |           |
| 13 Egeria      | A850 VA                                                                 | Egeria      | 02 tháng 11 năm 1850 | Naples                   | Annibale de Gasparis              | —                | 203 km     | MPC · JPL |           |
| 14 Irene       | A851 KA A906 QC A913 EA 1952 TM                                         | Irene       | 19 tháng 05 năm 1851 | London                   | John R. Hind                      | —                | 152 km     | MPC · JPL |           |
| 15 Eunomia     | A851 OA                                                                 | Eunomia     | 29 tháng 07 năm 1851 | Naples                   | Annibale de Gasparis              | EUN              | 232 km     | MPC · JPL |           |
| 16 Psyche      | A852 FA                                                                 | Psyche      | 17 tháng 03 năm 1852 | Naples                   | Annibale de Gasparis              | —                | 226 km     | MPC · JPL |           |
| 17 Thetis      | A852 HA A913 CA A916 YF 1954 SO1                                        | Thetis      | 17 tháng 04 năm 1852 | Düsseldorf               | Karl T. R. Luther                 | —                | 85 km      | MPC · JPL |           |
| 18 Melpomene   | A852 MA                                                                 | Melpomene   | 24 tháng 06 năm 1852 | London                   | John R. Hind                      | —                | 140 km     | MPC · JPL |           |
| 19 Fortuna     | A852 QA A902 UG                                                         | Fortuna     | 22 tháng 08 năm 1852 | London                   | John R. Hind                      | —                | 200 km     | MPC · JPL |           |
| 20 Massalia    | A852 SA                                                                 | Massalia    | 19 tháng 09 năm 1852 | Naples                   | Annibale de Gasparis              | MAS              | 136 km     | MPC · JPL |           |
| 21 Lutetia     | A852 VA                                                                 | Lutetia     | 15 tháng 11 năm 1852 | Paris                    | Hermann M. S. Goldschmidt         | —                | 96 km      | MPC · JPL |           |
| 22 Kalliope    | A852 WA                                                                 | Kalliope    | 16 tháng 11 năm 1852 | London                   | John R. Hind                      | moon             | 168 km     | MPC · JPL |           |
| 23 Thalia      | A852 XA 1938 CL 1974 QT2                                                | Thalia      | 15 tháng 12 năm 1852 | London                   | John R. Hind                      | —                | 108 km     | MPC · JPL |           |
| 24 Themis      | A853 GA 1947 BA 1955 OH                                                 | Themis      | 05 tháng 04 năm 1853 | Naples                   | Annibale de Gasparis              | THM              | 198 km     | MPC · JPL |           |
| 25 Phocaea     | A853 GB 1956 GC                                                         | Phocaea     | 06 tháng 04 năm 1853 | Marseilles               | Jean Chacornac                    | PHO              | 61 km      | MPC · JPL |           |
| 26 Proserpina  | A853 JA 1935 KK 1954 WD1                                                | Proserpina  | 05 tháng 05 năm 1853 | Düsseldorf               | Karl T. R. Luther                 | —                | 95 km      | MPC · JPL |           |
| 27 Euterpe     | A853 VA 1945 KB                                                         | Euterpe     | 08 tháng 11 năm 1853 | London                   | John R. Hind                      | EUT              | 96 km      | MPC · JPL |           |
| 28 Bellona     | A854 EA 1951 CC2                                                        | Bellona     | 01 tháng 03 năm 1854 | Düsseldorf               | Karl T. R. Luther                 | —                | 121 km     | MPC · JPL |           |
| 29 Amphitrite  | A854 EB A899 NG                                                         | Amphitrite  | 01 tháng 03 năm 1854 | London                   | Albert Marth                      | —                | 190 km     | MPC · JPL |           |
| 30 Urania      | A854 OA 1948 JK                                                         | Urania      | 22 tháng 07 năm 1854 | London                   | John R. Hind                      | —                | 93 km      | MPC · JPL |           |
| 31 Euphrosyne  | A854 RA A907 GP A918 GB                                                 | Euphrosyne  | 01 tháng 09 năm 1854 | Washington               | James Ferguson                    | EUP · moon       | 267 km     | MPC · JPL |           |
| 32 Pomona      | A854 UA A899 QA A911 KF 1945 RB 1949 SH 1950 YD                         | Pomona      | 26 tháng 10 năm 1854 | Paris                    | Hermann M. S. Goldschmidt         | —                | 81 km      | MPC · JPL |           |
| 33 Polyhymnia  | A854 UB A887 HA 1938 FE 1953 AK 1957 YL 1963 DG 1976 YT7                | Polyhymnia  | 28 tháng 10 năm 1854 | Paris                    | Jean Chacornac                    | —                | 53 km      | MPC · JPL |           |
| 34 Circe       | A855 GA 1965 JL                                                         | Circe       | 06 tháng 04 năm 1855 | Paris                    | Jean Chacornac                    | —                | 133 km     | MPC · JPL |           |
| 35 Leukothea   | A855 HA 1948 DC 1950 RS1 1976 WH                                        | Leukothea   | 19 tháng 04 năm 1855 | Düsseldorf               | Karl T. R. Luther                 | —                | 103 km     | MPC · JPL |           |
| 36 Atalante    | A855 TA A901 SB A912 HC                                                 | Atalante    | 05 tháng 10 năm 1855 | Paris                    | Hermann M. S. Goldschmidt         | —                | 133 km     | MPC · JPL |           |
| 37 Fides       | A855 TB 1925 WH                                                         | Fides       | 05 tháng 10 năm 1855 | Düsseldorf               | Karl T. R. Luther                 | —                | 108 km     | MPC · JPL |           |
| 38 Leda        | A856 AA A904 SF 1949 QO2                                                | Leda        | 12 tháng 01 năm 1856 | Paris                    | Jean Chacornac                    | —                | 92 km      | MPC · JPL |           |
| 39 Laetitia    | A856 CA                                                                 | Laetitia    | 08 tháng 02 năm 1856 | Paris                    | Jean Chacornac                    | —                | 179 km     | MPC · JPL |           |
| 40 Harmonia    | A856 FA 1950 XU                                                         | Harmonia    | 31 tháng 03 năm 1856 | Paris                    | Hermann M. S. Goldschmidt         | —                | 111 km     | MPC · JPL |           |
| 41 Daphne      | A856 KA 1949 TG                                                         | Daphne      | 22 tháng 05 năm 1856 | Paris                    | Hermann M. S. Goldschmidt         | moon             | 205 km     | MPC · JPL |           |
| 42 Isis        | A856 KB                                                                 | Isis        | 23 tháng 05 năm 1856 | Oxford                   | Norman R. Pogson                  | —                | 111 km     | MPC · JPL |           |
| 43 Ariadne     | A857 GA                                                                 | Ariadne     | 15 tháng 04 năm 1857 | Oxford                   | Norman R. Pogson                  | FLO              | 71 km      | MPC · JPL |           |
| 44 Nysa        | A857 KA 1977 CE                                                         | Nysa        | 27 tháng 05 năm 1857 | Paris                    | Hermann M. S. Goldschmidt         | NYS              | 71 km      | MPC · JPL |           |
| 45 Eugenia     | A857 MA 1941 BN                                                         | Eugenia     | 27 tháng 06 năm 1857 | Paris                    | Hermann M. S. Goldschmidt         | moon             | 202 km     | MPC · JPL |           |
| 46 Hestia      | A857 QA                                                                 | Hestia      | 16 tháng 08 năm 1857 | Oxford                   | Norman R. Pogson                  | —                | 131 km     | MPC · JPL |           |
| 47 Aglaja      | A857 RA                                                                 | Aglaja      | 15 tháng 09 năm 1857 | Düsseldorf               | Karl T. R. Luther                 | —                | 168 km     | MPC · JPL |           |
| 48 Doris       | A857 SA                                                                 | Doris       | 19 tháng 09 năm 1857 | Paris                    | Hermann M. S. Goldschmidt         | —                | 216 km     | MPC · JPL |           |
| 49 Pales       | A857 SB                                                                 | Pales       | 19 tháng 09 năm 1857 | Paris                    | Hermann M. S. Goldschmidt         | —                | 166 km     | MPC · JPL |           |
| 50 Virginia    | A857 TA                                                                 | Virginia    | 04 tháng 10 năm 1857 | Washington               | James Ferguson                    | —                | 84 km      | MPC · JPL |           |
| 51 Nemausa     | A858 BA                                                                 | Nemausa     | 22 tháng 01 năm 1858 | Nîmes                    | Joseph J. P. Laurent              | —                | 138 km     | MPC · JPL |           |
| 52 Europa      | A858 CA 1948 LA                                                         | Europa      | 04 tháng 02 năm 1858 | Paris                    | Hermann M. S. Goldschmidt         | HYG              | 304 km     | MPC · JPL |           |
| 53 Kalypso     | A858 GA                                                                 | Kalypso     | 04 tháng 04 năm 1858 | Düsseldorf               | Karl T. R. Luther                 | —                | 97 km      | MPC · JPL |           |
| 54 Alexandra   | A858 RA                                                                 | Alexandra   | 10 tháng 09 năm 1858 | Paris                    | Hermann M. S. Goldschmidt         | —                | 160 km     | MPC · JPL |           |
| 55 Pandora     | A858 RB                                                                 | Pandora     | 10 tháng 09 năm 1858 | Albany                   | George M. Searle                  | —                | 85 km      | MPC · JPL |           |
| 56 Melete      | A857 RB                                                                 | Melete      | 09 tháng 09 năm 1857 | Paris                    | Hermann M. S. Goldschmidt         | —                | 121 km     | MPC · JPL |           |
| 57 Mnemosyne   | A859 SA                                                                 | Mnemosyne   | 22 tháng 09 năm 1859 | Düsseldorf               | Karl T. R. Luther                 | —                | 113 km     | MPC · JPL |           |
| 58 Concordia   | A860 FA                                                                 | Concordia   | 24 tháng 03 năm 1860 | Düsseldorf               | Karl T. R. Luther                 | NEM              | 107 km     | MPC · JPL |           |
| 59 Elpis       | A860 RA                                                                 | Elpis       | 12 tháng 09 năm 1860 | Paris                    | Jean Chacornac                    | —                | 165 km     | MPC · JPL |           |
| 60 Echo        | A860 RB                                                                 | Echo        | 14 tháng 09 năm 1860 | Washington               | James Ferguson                    | —                | 43 km      | MPC · JPL |           |
| 61 Danaë       | A860 RC A917 SM 1953 RL1                                                | Danaë       | 09 tháng 09 năm 1860 | Paris                    | Hermann M. S. Goldschmidt         | —                | 86 km      | MPC · JPL |           |
| 62 Erato       | A860 RD                                                                 | Erato       | 14 tháng 09 năm 1860 | Berlin                   | Otto L. Lesser Wilhelm J. Förster | THM              | 107 km     | MPC · JPL |           |
| 63 Ausonia     | A861 CA 1947 NA 1948 WT                                                 | Ausonia     | 10 tháng 02 năm 1861 | Naples                   | Annibale de Gasparis              | V                | 116 km     | MPC · JPL |           |
| 64 Angelina    | A861 EA                                                                 | Angelina    | 04 tháng 03 năm 1861 | Marseilles               | Ernst W. L. Tempel                | —                | 58 km      | MPC · JPL |           |
| 65 Cybele      | A861 EB 1949 YQ                                                         | Cybele      | 08 tháng 03 năm 1861 | Marseilles               | Ernst W. L. Tempel                | 7:4              | 237 km     | MPC · JPL |           |
| 66 Maja        | A861 GA A902 UF A906 QD 1947 FO 1974 KR 1992 OX10                       | Maja        | 09 tháng 04 năm 1861 | Cambridge                | Horace P. Tuttle                  | —                | 72 km      | MPC · JPL |           |
| 67 Asia        | A861 HA                                                                 | Asia        | 17 tháng 04 năm 1861 | Madras                   | Norman R. Pogson                  | —                | 56 km      | MPC · JPL |           |
| 68 Leto        | A861 HB                                                                 | Leto        | 29 tháng 04 năm 1861 | Düsseldorf               | Karl T. R. Luther                 | —                | 123 km     | MPC · JPL |           |
| 69 Hesperia    | A861 HC                                                                 | Hesperia    | 29 tháng 04 năm 1861 | Milan                    | Giovanni V. Schiaparelli          | —                | 138 km     | MPC · JPL |           |
| 70 Panopaea    | A861 JA                                                                 | Panopaea    | 05 tháng 05 năm 1861 | Paris                    | Hermann M. S. Goldschmidt         | —                | 128 km     | MPC · JPL |           |
| 71 Niobe       | A861 PA                                                                 | Niobe       | 13 tháng 08 năm 1861 | Düsseldorf               | Karl T. R. Luther                 | GAL              | 83 km      | MPC · JPL |           |
| 72 Feronia     | A861 KA                                                                 | Feronia     | 29 tháng 05 năm 1861 | Clinton                  | Christian H. F. Peters            | —                | 75 km      | MPC · JPL |           |
| 73 Klytia      | A862 GA                                                                 | Klytia      | 07 tháng 04 năm 1862 | Cambridge                | Horace P. Tuttle                  | —                | 45 km      | MPC · JPL |           |
| 74 Galatea     | A862 QA                                                                 | Galatea     | 29 tháng 08 năm 1862 | Marseilles               | Ernst W. L. Tempel                | —                | 119 km     | MPC · JPL |           |
| 75 Eurydike    | A862 SA                                                                 | Eurydike    | 22 tháng 09 năm 1862 | Clinton                  | Christian H. F. Peters            | —                | 62 km      | MPC · JPL |           |
| 76 Freia       | A862 UA                                                                 | Freia       | 21 tháng 10 năm 1862 | Đài thiên văn Copenhagen | Heinrich L. d'Arrest              | 7:4              | 145 km     | MPC · JPL |           |
| 77 Frigga      | A862 VA                                                                 | Frigga      | 12 tháng 11 năm 1862 | Clinton                  | Christian H. F. Peters            | —                | 61 km      | MPC · JPL |           |
| 78 Diana       | A863 EA                                                                 | Diana       | 15 tháng 03 năm 1863 | Düsseldorf               | Karl T. R. Luther                 | —                | 121 km     | MPC · JPL |           |
| 79 Eurynome    | A863 RA                                                                 | Eurynome    | 14 tháng 09 năm 1863 | Ann Arbor                | James C. Watson                   | —                | 63 km      | MPC · JPL |           |
| 80 Sappho      | A864 JA                                                                 | Sappho      | 02 tháng 05 năm 1864 | Madras                   | Norman R. Pogson                  | —                | 69 km      | MPC · JPL |           |
| 81 Terpsichore | A864 SA                                                                 | Terpsichore | 30 tháng 09 năm 1864 | Marseilles               | Ernst W. L. Tempel                | TRP              | 118 km     | MPC · JPL |           |
| 82 Alkmene     | A864 WA                                                                 | Alkmene     | 27 tháng 11 năm 1864 | Düsseldorf               | Karl T. R. Luther                 | —                | 58 km      | MPC · JPL |           |
| 83 Beatrix     | A865 HA                                                                 | Beatrix     | 26 tháng 04 năm 1865 | Naples                   | Annibale de Gasparis              | —                | 111 km     | MPC · JPL |           |
| 84 Klio        | A865 QA                                                                 | Klio        | 25 tháng 08 năm 1865 | Düsseldorf               | Karl T. R. Luther                 | KLI              | 79 km      | MPC · JPL |           |
| 85 Io          | A865 SA A899 LA A899 UA                                                 | Io          | 19 tháng 09 năm 1865 | Clinton                  | Christian H. F. Peters            | EUN ·            | 155 km     | MPC · JPL |           |
| 86 Semele      | A866 AA                                                                 | Semele      | 04 tháng 01 năm 1866 | Berlin                   | Friedrich Tietjen                 | —                | 110 km     | MPC · JPL |           |
| 87 Sylvia      | A866 KA A909 GA                                                         | Sylvia      | 16 tháng 05 năm 1866 | Madras                   | Norman R. Pogson                  | SYL · 7:4 · moon | 253 km     | MPC · JPL |           |
| 88 Thisbe      | A866 LA                                                                 | Thisbe      | 15 tháng 06 năm 1866 | Clinton                  | Christian H. F. Peters            | —                | 232 km     | MPC · JPL |           |
| 89 Julia       | A866 PA                                                                 | Julia       | 06 tháng 08 năm 1866 | Marseilles               | Édouard Stephan                   | JUL              | 145 km     | MPC · JPL |           |
| 90 Antiope     | A866 TA 1952 BK2                                                        | Antiope     | 01 tháng 10 năm 1866 | Düsseldorf               | Karl T. R. Luther                 | THM · moon       | 116 km     | MPC · JPL |           |
| 91 Aegina      | A866 VA                                                                 | Aegina      | 04 tháng 11 năm 1866 | Marseilles               | Édouard Stephan                   | —                | 103 km     | MPC · JPL |           |
| 92 Undina      | A867 NA                                                                 | Undina      | 07 tháng 07 năm 1867 | Clinton                  | Christian H. F. Peters            | —                | 126 km     | MPC · JPL |           |
| 93 Minerva     | A867 QA A902 DA 1949 QN2                                                | Minerva     | 24 tháng 08 năm 1867 | Ann Arbor                | James C. Watson                   | GEF · moon ·     | 154 km     | MPC · JPL |           |
| 94 Aurora      | A867 RA                                                                 | Aurora      | 06 tháng 09 năm 1867 | Ann Arbor                | James C. Watson                   | —                | 205 km     | MPC · JPL |           |
| 95 Arethusa    | A867 WA                                                                 | Arethusa    | 23 tháng 11 năm 1867 | Düsseldorf               | Karl T. R. Luther                 | —                | 148 km     | MPC · JPL |           |
| 96 Aegle       | A868 DA                                                                 | Aegle       | 17 tháng 02 năm 1868 | Marseilles               | Jérôme E. Coggia                  | AEG              | 178 km     | MPC · JPL |           |
| 97 Klotho      | A868 DB                                                                 | Klotho      | 17 tháng 02 năm 1868 | Marseilles               | Ernst W. L. Tempel                | —                | 101 km     | MPC · JPL |           |
| 98 Ianthe      | A868 HA                                                                 | Ianthe      | 18 tháng 04 năm 1868 | Clinton                  | Christian H. F. Peters            | —                | 133 km     | MPC · JPL |           |
| 99 Dike        | A868 KA A915 BA 1935 UC 1935 YL 1939 UT 1948 UE 1948 WC 1961 XJ 1974 VB | Dike        | 28 tháng 05 năm 1868 | Marseilles               | Alphonse L. N. Borrelly           | MIT              | 67 km      | MPC · JPL |           |
| 100 Hekate     | A868 NA 1955 QA                                                         | Hekate      | 11 tháng 07 năm 1868 | Ann Arbor                | James C. Watson                   | HYG ·            | 86 km      | MPC · JPL |           |

### Từ 101 đến 200
| Tên gọi           | Tên gọi                                                                 | Tên gọi       | Khám phá             | Khám phá      | Khám phá          | Đặc điểm         | Đặc điểm   | Chú thích |           |
| Định danh         | Tạm thời                                                                | Đặt theo      | Ngày phát hiện       | Nơi phát hiện | Người khám phá    | Phân loại        | Đường kính | Chú thích |           |
| ----------------- | ----------------------------------------------------------------------- | ------------- | -------------------- | ------------- | ----------------- | ---------------- | ---------- | --------- | --------- |
| 101 Helena        | A868 PA                                                                 | Helena        | 15 tháng 08 năm 1868 | Ann Arbor     | J. C. Watson      | —                | 66 km      | Chú thích | MPC · JPL |
| 102 Miriam        | A868 QA 1944 FC 1972 PC                                                 | Miriam        | 22 tháng 08 năm 1868 | Clinton       | C. H. F. Peters   | —                | 83 km      | MPC · JPL |           |
| 103 Hera          | A868 RA 1927 CV 1950 CM                                                 | Hera          | 07 tháng 09 năm 1868 | Ann Arbor     | J. C. Watson      | —                | 84 km      | MPC · JPL |           |
| 104 Klymene       | A868 RB 1893 FA 1951 OE 1968 OS                                         | Klymene       | 13 tháng 09 năm 1868 | Ann Arbor     | J. C. Watson      | —                | 137 km     | MPC · JPL |           |
| 105 Artemis       | A868 SA                                                                 | Artemis       | 16 tháng 09 năm 1868 | Ann Arbor     | J. C. Watson      | —                | 95 km      | MPC · JPL |           |
| 106 Dione         | A868 TA 1902 TA                                                         | Dione         | 10 tháng 10 năm 1868 | Ann Arbor     | J. C. Watson      | —                | 208 km     | MPC · JPL |           |
| 107 Camilla       | A868 WA 1893 QA 1938 OG 1949 HD1                                        | Camilla       | 17 tháng 11 năm 1868 | Madras        | N. R. Pogson      | SYL · 7:4 · moon | 210 km     | MPC · JPL |           |
| 108 Hecuba        | A869 GB                                                                 | Hecuba        | 02 tháng 04 năm 1869 | Düsseldorf    | K. T. R. Luther   | HYG ·            | 75 km      | MPC · JPL |           |
| 109 Felicitas     | A869 TA 1911 HA                                                         | Felicitas     | 09 tháng 10 năm 1869 | Clinton       | C. H. F. Peters   | —                | 83 km      | MPC · JPL |           |
| 110 Lydia         | A870 HA 1899 VA 1972 YS1                                                | Lydia         | 19 tháng 04 năm 1870 | Marseilles    | A. L. N. Borrelly | PAD              | 86 km      | MPC · JPL |           |
| 111 Ate           | A870 PA 1911 KE 1935 AA                                                 | Ate           | 14 tháng 08 năm 1870 | Clinton       | C. H. F. Peters   | —                | 126 km     | MPC · JPL |           |
| 112 Iphigenia     | A870 SA                                                                 | Iphigenia     | 19 tháng 09 năm 1870 | Clinton       | C. H. F. Peters   | —                | 70 km      | MPC · JPL |           |
| 113 Amalthea      | A871 EA 1931 TN3 1951 CY                                                | Amalthea      | 12 tháng 03 năm 1871 | Düsseldorf    | K. T. R. Luther   | FLO              | 50 km      | MPC · JPL |           |
| 114 Kassandra     | A871 OA                                                                 | Kassandra     | 23 tháng 07 năm 1871 | Clinton       | C. H. F. Peters   | —                | 94 km      | MPC · JPL |           |
| 115 Thyra         | A871 PA                                                                 | Thyra         | 06 tháng 08 năm 1871 | Ann Arbor     | J. C. Watson      | —                | 80 km      | MPC · JPL |           |
| 116 Sirona        | A871 RA 1954 UC3 1998 EK13 1998 ES21                                    | Sirona        | 08 tháng 09 năm 1871 | Clinton       | C. H. F. Peters   | —                | 72 km      | MPC · JPL |           |
| 117 Lomia         | A871 RB 1900 DA 1900 MC                                                 | Lomia         | 12 tháng 09 năm 1871 | Marseilles    | A. L. N. Borrelly | —                | 209 km     | MPC · JPL |           |
| 118 Peitho        | A872 EA                                                                 | Peitho        | 15 tháng 03 năm 1872 | Düsseldorf    | K. T. R. Luther   | —                | 40 km      | MPC · JPL |           |
| 119 Althaea       | A872 GA 1972 KO                                                         | Althaea       | 03 tháng 04 năm 1872 | Ann Arbor     | J. C. Watson      | —                | 57 km      | MPC · JPL |           |
| 120 Lachesis      | A872 GB 1910 CF 1918 UB                                                 | Lachesis      | 10 tháng 04 năm 1872 | Marseilles    | A. L. N. Borrelly | —                | 155 km     | MPC · JPL |           |
| 121 Hermione      | A872 JA 1970 VE                                                         | Hermione      | 12 tháng 05 năm 1872 | Ann Arbor     | J. C. Watson      | 7:4 · moon       | 209 km     | MPC · JPL |           |
| 122 Gerda         | A872 OA 1948 TQ1                                                        | Gerda         | 31 tháng 07 năm 1872 | Clinton       | C. H. F. Peters   | —                | 71 km      | MPC · JPL |           |
| 123 Brunhild      | A872 OB                                                                 | Brunhild      | 31 tháng 07 năm 1872 | Clinton       | C. H. F. Peters   | —                | 45 km      | MPC · JPL |           |
| 124 Alkeste       | A872 QA                                                                 | Alkeste       | 23 tháng 08 năm 1872 | Clinton       | C. H. F. Peters   | —                | 89 km      | MPC · JPL |           |
| 125 Liberatrix    | A872 RA 1902 EG 1943 FE 1949 OE1 1949 SM 1954 TD1                       | Liberatrix    | 11 tháng 09 năm 1872 | Paris         | P. M. Henry       | NEM              | 48 km      | MPC · JPL |           |
| 126 Velleda       | A872 VA 1949 YF 1950 BD1                                                | Velleda       | 05 tháng 11 năm 1872 | Paris         | P. P. Henry       | —                | 45 km      | MPC · JPL |           |
| 127 Johanna       | A872 VB                                                                 | Johanna       | 05 tháng 11 năm 1872 | Paris         | P. M. Henry       | —                | 122 km     | MPC · JPL |           |
| 128 Nemesis       | A872 WA 1952 HW1                                                        | Nemesis       | 25 tháng 11 năm 1872 | Ann Arbor     | J. C. Watson      | NEM              | 163 km     | MPC · JPL |           |
| 129 Antigone      | A873 CA 1878 1907 BA                                                    | Antigone      | 05 tháng 02 năm 1873 | Clinton       | C. H. F. Peters   | —                | 113 km     | MPC · JPL |           |
| 130 Elektra       | A873 DA                                                                 | Elektra       | 17 tháng 02 năm 1873 | Clinton       | C. H. F. Peters   | moon             | 181 km     | MPC · JPL |           |
| 131 Vala          | A873 KA 1945 KA 1952 DS3 1953 QE                                        | Vala          | 24 tháng 05 năm 1873 | Clinton       | C. H. F. Peters   | —                | 31 km      | MPC · JPL |           |
| 132 Aethra        | A873 LA 1922 XB 1949 MD 1953 LF                                         | Aethra        | 13 tháng 06 năm 1873 | Ann Arbor     | J. C. Watson      | —                | 43 km      | MPC · JPL |           |
| 133 Cyrene        | A873 QA 1910 NB 1936 HO 1948 QC 1959 UR                                 | Cyrene        | 16 tháng 08 năm 1873 | Ann Arbor     | J. C. Watson      | —                | 72 km      | MPC · JPL |           |
| 134 Sophrosyne    | A873 SA                                                                 | Sophrosyne    | 27 tháng 09 năm 1873 | Düsseldorf    | K. T. R. Luther   | —                | 108 km     | MPC · JPL |           |
| 135 Hertha        | A874 DA                                                                 | Hertha        | 18 tháng 02 năm 1874 | Clinton       | C. H. F. Peters   | NYS              | 79 km      | MPC · JPL |           |
| 136 Austria       | A874 FA 1950 HT                                                         | Austria       | 18 tháng 03 năm 1874 | Pola          | J. Palisa         | —                | 37 km      | MPC · JPL |           |
| 137 Meliboea      | A874 HA 1923 FA 1958 UE 1962 GB                                         | Meliboea      | 21 tháng 04 năm 1874 | Pola          | J. Palisa         | MEL              | 129 km     | MPC · JPL |           |
| 138 Tolosa        | A874 KA 1909 SB                                                         | Tolosa        | 19 tháng 05 năm 1874 | Toulouse      | H. J. A. Perrotin | —                | 53 km      | MPC · JPL |           |
| 139 Juewa         | A874 TA                                                                 | Juewa         | 10 tháng 10 năm 1874 | Bắc Kinh      | J. C. Watson      | —                | 151 km     | MPC · JPL |           |
| 140 Siwa          | A874 TB 1948 AL                                                         | Siwa          | 13 tháng 10 năm 1874 | Pola          | J. Palisa         | —                | 110 km     | MPC · JPL |           |
| 141 Lumen         | A875 AA                                                                 | Lumen         | 13 tháng 01 năm 1875 | Paris         | P. P. Henry       | EUN ·            | 118 km     | MPC · JPL |           |
| 142 Polana        | A875 BA 1923 WA 1954 BH 1956 XZ 1963 SA                                 | Polana        | 28 tháng 01 năm 1875 | Pola          | J. Palisa         | NYS              | 55 km      | MPC · JPL |           |
| 143 Adria         | A875 DA 1960 WK1                                                        | Adria         | 23 tháng 02 năm 1875 | Pola          | J. Palisa         | —                | 95 km      | MPC · JPL |           |
| 144 Vibilia       | A875 LA                                                                 | Vibilia       | 03 tháng 06 năm 1875 | Clinton       | C. H. F. Peters   | —                | 142 km     | MPC · JPL |           |
| 145 Adeona        | A875 LB                                                                 | Adeona        | 03 tháng 06 năm 1875 | Clinton       | C. H. F. Peters   | ADE              | 128 km     | MPC · JPL |           |
| 146 Lucina        | A875 LC 1950 CY                                                         | Lucina        | 08 tháng 06 năm 1875 | Marseilles    | A. L. N. Borrelly | —                | 160 km     | MPC · JPL |           |
| 147 Protogeneia   | A875 NA                                                                 | Protogeneia   | 10 tháng 07 năm 1875 | Vienna        | L. Schulhof       | —                | 133 km     | MPC · JPL |           |
| 148 Gallia        | A875 PA                                                                 | Gallia        | 07 tháng 08 năm 1875 | Paris         | P. M. Henry       | GAL              | 98 km      | MPC · JPL |           |
| 149 Medusa        | A875 SA 1905 BA 1906 HB                                                 | Medusa        | 21 tháng 09 năm 1875 | Toulouse      | H. J. A. Perrotin | —                | 24 km      | MPC · JPL |           |
| 150 Nuwa          | A875 UA 1908 AL 2002 JR70                                               | Nuwa          | 18 tháng 10 năm 1875 | Ann Arbor     | J. C. Watson      | —                | 119 km     | MPC · JPL |           |
| 151 Abundantia    | A875 VA 1974 QS2 1974 QZ2                                               | Abundantia    | 01 tháng 11 năm 1875 | Pola          | J. Palisa         | —                | 39 km      | MPC · JPL |           |
| 152 Atala         | A875 VB                                                                 | Atala         | 02 tháng 11 năm 1875 | Paris         | P. P. Henry       | —                | 59 km      | MPC · JPL |           |
| 153 Hilda         | A875 VC 1935 GD                                                         | Hilda         | 02 tháng 11 năm 1875 | Pola          | J. Palisa         | HIL · 3:2        | 171 km     | MPC · JPL |           |
| 154 Bertha        | A875 VD                                                                 | Bertha        | 04 tháng 11 năm 1875 | Paris         | P. M. Henry       | —                | 193 km     | MPC · JPL |           |
| 155 Scylla        | A875 VE 1907 TJ 1930 UN 1930 XS 1934 RU 1939 TK 1941 HL 1950 FL 1950 FN | Scylla        | 08 tháng 11 năm 1875 | Pola          | J. Palisa         | —                | 40 km      | MPC · JPL |           |
| 156 Xanthippe     | A875 WA 1901 SA 1902 VA 1936 FG1 1942 RP 1949 BN                        | Xanthippe     | 22 tháng 11 năm 1875 | Pola          | J. Palisa         | —                | 143 km     | MPC · JPL |           |
| 157 Dejanira      | A875 XA 1904 VB 1978 TS1                                                | Dejanira      | 01 tháng 12 năm 1875 | Marseilles    | A. L. N. Borrelly | —                | 20 km      | MPC · JPL |           |
| 158 Koronis       | A876 AA 1893 PA 1911 HB 1955 HA1                                        | Koronis       | 04 tháng 01 năm 1876 | Berlin        | V. K. Knorre      | KOR              | 39 km      | MPC · JPL |           |
| 159 Aemilia       | A876 BA 1959 EG1                                                        | Aemilia       | 26 tháng 01 năm 1876 | Paris         | P. P. Henry       | HYG              | 125 km     | MPC · JPL |           |
| 160 Una           | A876 DA                                                                 | Una           | 20 tháng 02 năm 1876 | Clinton       | C. H. F. Peters   | —                | 81 km      | MPC · JPL |           |
| 161 Athor         | A876 HA 1899 TA 1961 PF 1973 YN4                                        | Athor         | 19 tháng 04 năm 1876 | Ann Arbor     | J. C. Watson      | —                | 41 km      | MPC · JPL |           |
| 162 Laurentia     | A876 HB                                                                 | Laurentia     | 21 tháng 04 năm 1876 | Paris         | P. M. Henry       | —                | 97 km      | MPC · JPL |           |
| 163 Erigone       | A876 HC 1892 RA 1957 OT 2017 YH23                                       | Erigone       | 26 tháng 04 năm 1876 | Toulouse      | H. J. A. Perrotin | ERI              | 82 km      | MPC · JPL |           |
| 164 Eva           | A876 NA                                                                 | Eva           | 12 tháng 07 năm 1876 | Paris         | P. P. Henry       | —                | 100 km     | MPC · JPL |           |
| 165 Loreley       | A876 PA 1948 QS 1959 PB 1960 WG                                         | Loreley       | 09 tháng 08 năm 1876 | Clinton       | C. H. F. Peters   | —                | 180 km     | MPC · JPL |           |
| 166 Rhodope       | A876 PB                                                                 | Rhodope       | 15 tháng 08 năm 1876 | Clinton       | C. H. F. Peters   | —                | 52 km      | MPC · JPL |           |
| 167 Urda          | A876 QA 1899 KC 1905 QA 1906 WA                                         | Urda          | 28 tháng 08 năm 1876 | Clinton       | C. H. F. Peters   | KOR              | 40 km      | MPC · JPL |           |
| 168 Sibylla       | A876 SA 1911 HF 1949 MO                                                 | Sibylla       | 28 tháng 09 năm 1876 | Ann Arbor     | J. C. Watson      | 7:4              | 145 km     | MPC · JPL |           |
| 169 Zelia         | A876 SB 1933 FC2                                                        | Zelia         | 28 tháng 09 năm 1876 | Paris         | P. M. Henry       | —                | 38 km      | MPC · JPL |           |
| 170 Maria         | A877 AA 1958 AC                                                         | Maria         | 10 tháng 01 năm 1877 | Toulouse      | H. J. A. Perrotin | MAR              | 33 km      | MPC · JPL |           |
| 171 Ophelia       | A877 AB                                                                 | Ophelia       | 13 tháng 01 năm 1877 | Marseilles    | A. L. N. Borrelly | THM              | 131 km     | MPC · JPL |           |
| 172 Baucis        | A877 CA 1921 EE                                                         | Baucis        | 05 tháng 02 năm 1877 | Marseilles    | A. L. N. Borrelly | —                | 62 km      | MPC · JPL |           |
| 173 Ino           | A877 PA 1922 SB                                                         | Ino           | 01 tháng 08 năm 1877 | Marseilles    | A. L. N. Borrelly | INO              | 126 km     | MPC · JPL |           |
| 174 Phaedra       | A877 RA                                                                 | Phaedra       | 02 tháng 09 năm 1877 | Ann Arbor     | J. C. Watson      | —                | 65 km      | MPC · JPL |           |
| 175 Andromache    | A877 TA 1893 KA 1895 XB 1946 MB 1946 OD                                 | Andromache    | 01 tháng 10 năm 1877 | Ann Arbor     | J. C. Watson      | —                | 95 km      | MPC · JPL |           |
| 176 Iduna         | A877 TB 1945 RQ                                                         | Iduna         | 14 tháng 10 năm 1877 | Clinton       | C. H. F. Peters   | —                | 107 km     | MPC · JPL |           |
| 177 Irma          | A877 VA 1900 UB 1900 VA 1912 HE 1937 UA 1962 DB                         | Irma          | 05 tháng 11 năm 1877 | Paris         | P. P. Henry       | —                | 69 km      | MPC · JPL |           |
| 178 Belisana      | A877 VB 1899 LE 1904 UA 1935 UA1                                        | Belisana      | 06 tháng 11 năm 1877 | Pola          | J. Palisa         | —                | 36 km      | MPC · JPL |           |
| 179 Klytaemnestra | A877 VC                                                                 | Klytaemnestra | 11 tháng 11 năm 1877 | Ann Arbor     | J. C. Watson      | TEL              | 70 km      | MPC · JPL |           |
| 180 Garumna       | A878 BA                                                                 | Garumna       | 29 tháng 01 năm 1878 | Toulouse      | H. J. A. Perrotin | —                | 23 km      | MPC · JPL |           |
| 181 Eucharis      | A878 CB 1906 GA                                                         | Eucharis      | 02 tháng 02 năm 1878 | Marseilles    | P. Cottenot       | —                | 115 km     | MPC · JPL |           |
| 182 Elsa          | A878 CC 1948 XS 1950 HY                                                 | Elsa          | 07 tháng 02 năm 1878 | Pola          | J. Palisa         | MAS              | 40 km      | MPC · JPL |           |
| 183 Istria        | A878 CD 1948 CG                                                         | Istria        | 08 tháng 02 năm 1878 | Pola          | J. Palisa         | —                | 33 km      | MPC · JPL |           |
| 184 Dejopeja      | A878 DA 1903 QB 1959 LL                                                 | Dejopeja      | 28 tháng 02 năm 1878 | Pola          | J. Palisa         | —                | 62 km      | MPC · JPL |           |
| 185 Eunike        | A878 EA                                                                 | Eunike        | 01 tháng 03 năm 1878 | Clinton       | C. H. F. Peters   | —                | 160 km     | MPC · JPL |           |
| 186 Celuta        | A878 GA 1954 FD                                                         | Celuta        | 06 tháng 04 năm 1878 | Paris         | P. M. Henry       | —                | 50 km      | MPC · JPL |           |
| 187 Lamberta      | A878 GB 1946 LB 1948 XR                                                 | Lamberta      | 11 tháng 04 năm 1878 | Marseilles    | J. E. Coggia      | —                | 147 km     | MPC · JPL |           |
| 188 Menippe       | A878 MA 1897 QA 1948 WQ                                                 | Menippe       | 18 tháng 06 năm 1878 | Clinton       | C. H. F. Peters   | —                | 36 km      | MPC · JPL |           |
| 189 Phthia        | A878 RA                                                                 | Phthia        | 09 tháng 09 năm 1878 | Clinton       | C. H. F. Peters   | —                | 38 km      | MPC · JPL |           |
| 190 Ismene        | A878 SA 1947 QJ 1951 DB                                                 | Ismene        | 22 tháng 09 năm 1878 | Clinton       | C. H. F. Peters   | 3:2              | 159 km     | MPC · JPL |           |
| 191 Kolga         | A878 SB 1949 YP                                                         | Kolga         | 30 tháng 09 năm 1878 | Clinton       | C. H. F. Peters   | —                | 95 km      | MPC · JPL |           |
| 192 Nausikaa      | A879 DA 1933 HH                                                         | Nausikaa      | 17 tháng 02 năm 1879 | Pola          | J. Palisa         | —                | 99 km      | MPC · JPL |           |
| 193 Ambrosia      | A879 DB 1915 RB                                                         | Ambrosia      | 28 tháng 02 năm 1879 | Marseilles    | J. E. Coggia      | —                | 26 km      | MPC · JPL |           |
| 194 Prokne        | A879 FA                                                                 | Prokne        | 21 tháng 03 năm 1879 | Clinton       | C. H. F. Peters   | —                | 162 km     | MPC · JPL |           |
| 195 Eurykleia     | A879 HA 1949 QB2                                                        | Eurykleia     | 19 tháng 04 năm 1879 | Pola          | J. Palisa         | —                | 93 km      | MPC · JPL |           |
| 196 Philomela     | A879 JA 1934 JO                                                         | Philomela     | 14 tháng 05 năm 1879 | Clinton       | C. H. F. Peters   | —                | 145 km     | MPC · JPL |           |
| 197 Arete         | A879 KA 1934 RE1 1950 DY                                                | Arete         | 21 tháng 05 năm 1879 | Pola          | J. Palisa         | —                | 32 km      | MPC · JPL |           |
| 198 Ampella       | A879 LA 1957 YA1                                                        | Ampella       | 13 tháng 06 năm 1879 | Marseilles    | A. L. N. Borrelly | —                | 54 km      | MPC · JPL |           |
| 199 Byblis        | A879 NA 1971 WB                                                         | Byblis        | 09 tháng 07 năm 1879 | Clinton       | C. H. F. Peters   | —                | 76 km      | MPC · JPL |           |
| 200 Dynamene      | A879 OA 1904 CA 1955 HZ 1961 TO1 1974 HE1                               | Dynamene      | 27 tháng 07 năm 1879 | Clinton       | C. H. F. Peters   | —                | 128 km     | MPC · JPL |           |

### Từ 201 đến 300
| Tên gọi         | Tên gọi                                                           | Tên gọi     | Khám phá             | Khám phá      | Khám phá                | Đặc điểm   | Đặc điểm   | Chú thích |           |
| Định danh       | Tạm thời                                                          | Đặt theo    | Ngày phát hiện       | Nơi phát hiện | Người khám phá          | Phân loại  | Đường kính | Chú thích |           |
| --------------- | ----------------------------------------------------------------- | ----------- | -------------------- | ------------- | ----------------------- | ---------- | ---------- | --------- | --------- |
| 201 Penelope    | 1869 GA A879 PA                                                   | Penelope    | 07 tháng 08 năm 1879 | Pola          | Johann Palisa           | —          | 86 km      | Chú thích | MPC · JPL |
| 202 Chryseïs    | A879 RA 1901 TA 1935 BL                                           | Chryseïs    | 11 tháng 09 năm 1879 | Clinton       | Christian H. F. Peters  | —          | 86 km      | MPC · JPL |           |
| 203 Pompeja     | A879 SA 1895 EA                                                   | Pompeja     | 25 tháng 09 năm 1879 | Clinton       | Christian H. F. Peters  | —          | 125 km     | MPC · JPL |           |
| 204 Kallisto    | A879 TA                                                           | Kallisto    | 08 tháng 10 năm 1879 | Pula          | Johann Palisa           | —          | 49 km      | MPC · JPL |           |
| 205 Martha      | A879 TB                                                           | Martha      | 13 tháng 10 năm 1879 | Pula          | Johann Palisa           | —          | 77 km      | MPC · JPL |           |
| 206 Hersilia    | A879 TC 1961 WG 1974 PM                                           | Hersilia    | 13 tháng 10 năm 1879 | Clinton       | Christian H. F. Peters  | —          | 113 km     | MPC · JPL |           |
| 207 Hedda       | A879 UA 1932 CL1 1934 XJ 1953 BF                                  | Hedda       | 17 tháng 10 năm 1879 | Pula          | Johann Palisa           | —          | 58 km      | MPC · JPL |           |
| 208 Lacrimosa   | A879 UB                                                           | Lacrimosa   | 21 tháng 10 năm 1879 | Pula          | Johann Palisa           | KOR        | 40 km      | MPC · JPL |           |
| 209 Dido        | A879 UC 1909 AB 1909 GB 1912 RB                                   | Dido        | 22 tháng 10 năm 1879 | Clinton       | Christian H. F. Peters  | —          | 179 km     | MPC · JPL |           |
| 210 Isabella    | A879 VA 1953 EZ1 1962 BF                                          | Isabella    | 12 tháng 11 năm 1879 | Pula          | Johann Palisa           | NEM        | 87 km      | MPC · JPL |           |
| 211 Isolda      | A879 XA 1912 AB 1912 BA 1950 FM                                   | Isolda      | 10 tháng 12 năm 1879 | Pula          | Johann Palisa           | —          | 141 km     | MPC · JPL |           |
| 212 Medea       | A880 CA 1930 FW                                                   | Medea       | 06 tháng 02 năm 1880 | Pula          | Johann Palisa           | —          | 136 km     | MPC · JPL |           |
| 213 Lilaea      | A880 DA 1950 TE3                                                  | Lilaea      | 16 tháng 02 năm 1880 | Clinton       | Christian H. F. Peters  | —          | 82 km      | MPC · JPL |           |
| 214 Aschera     | A880 DB 1903 SE 1947 BP 1948 JE 1949 QG2 1949 SX1 1950 XH 1953 OO | Aschera     | 29 tháng 02 năm 1880 | Pula          | Johann Palisa           | —          | 25 km      | MPC · JPL |           |
| 215 Oenone      | A880 GA                                                           | Oenone      | 07 tháng 04 năm 1880 | Berlin        | Viktor K. Knorre        | —          | 35 km      | MPC · JPL |           |
| 216 Kleopatra   | A880 GB 1905 OA 1910 RA                                           | Kleopatra   | 10 tháng 04 năm 1880 | Pula          | Johann Palisa           | moon       | 122 km     | MPC · JPL |           |
| 217 Eudora      | A880 QA 1914 RA                                                   | Eudora      | 30 tháng 08 năm 1880 | Marseilles    | Jérôme E. Coggia        | —          | 65 km      | MPC · JPL |           |
| 218 Bianca      | A880 RA                                                           | Bianca      | 04 tháng 09 năm 1880 | Pula          | Johann Palisa           | —          | 61 km      | MPC · JPL |           |
| 219 Thusnelda   | A880 SA                                                           | Thusnelda   | 30 tháng 09 năm 1880 | Pula          | Johann Palisa           | —          | 38 km      | MPC · JPL |           |
| 220 Stephania   | A881 KA 1925 VE 1931 FP 1932 UA 1943 WB 1946 MA 1950 TT4 1961 WB  | Stephania   | 19 tháng 05 năm 1881 | Vienna        | Johann Palisa           | —          | 32 km      | MPC · JPL |           |
| 221 Eos         | A882 BA                                                           | Eos         | 18 tháng 01 năm 1882 | Vienna        | Johann Palisa           | EOS        | 95 km      | MPC · JPL |           |
| 222 Lucia       | A882 CA 1899 EC 1919 AB                                           | Lucia       | 09 tháng 02 năm 1882 | Vienna        | Johann Palisa           | THM ·      | 55 km      | MPC · JPL |           |
| 223 Rosa        | A882 EA 1887 BA 1942 EL                                           | Rosa        | 09 tháng 03 năm 1882 | Vienna        | Johann Palisa           | THM        | 80 km      | MPC · JPL |           |
| 224 Oceana      | A882 FA 1899 EA 1933 HO                                           | Oceana      | 30 tháng 03 năm 1882 | Vienna        | Johann Palisa           | —          | 58 km      | MPC · JPL |           |
| 225 Henrietta   | A882 HA                                                           | Henrietta   | 19 tháng 04 năm 1882 | Vienna        | Johann Palisa           | 7:4        | 96 km      | MPC · JPL |           |
| 226 Weringia    | A882 OA 1912 CC                                                   | Weringia    | 19 tháng 07 năm 1882 | Vienna        | Johann Palisa           | —          | 31 km      | MPC · JPL |           |
| 227 Philosophia | A882 PA 1919 AA 1933 SD1 1949 OO1                                 | Philosophia | 12 tháng 08 năm 1882 | Paris         | Paul-Pierre Henry       | —          | 124 km     | MPC · JPL |           |
| 228 Agathe      | A882 QA                                                           | Agathe      | 19 tháng 08 năm 1882 | Vienna        | Johann Palisa           | —          | 9,3 km     | MPC · JPL |           |
| 229 Adelinda    | A882 QB 1908 UG 1946 UK 1981 GU1                                  | Adelinda    | 22 tháng 8 năm 1882  | Vienna        | Johann Palisa           | 7:4        | 106 km     | MPC · JPL |           |
| 230 Athamantis  | A882 RA 1949 WG                                                   | Athamantis  | 03 tháng 09 năm 1882 | Bothkamp      | Leo A. K. de Ball       | —          | 111 km     | MPC · JPL |           |
| 231 Vindobona   | A882 RB 1962 UJ                                                   | Vindobona   | 10 tháng 09 năm 1882 | Vienna        | Johann Palisa           | —          | 74 km      | MPC · JPL |           |
| 232 Russia      | A883 BA 1921 UA 1929 QA 1954 SV 1970 SN1                          | Russia      | 31 tháng 01 năm 1883 | Vienna        | Johann Palisa           | —          | 55 km      | MPC · JPL |           |
| 233 Asterope    | A883 JA                                                           | Asterope    | 11 tháng 05 năm 1883 | Marseilles    | Alphonse L. N. Borrelly | —          | 100 km     | MPC · JPL |           |
| 234 Barbara     | A883 PA 1942 RL1 1953 RE 1975 XP                                  | Barbara     | 12 tháng 08 năm 1883 | Clinton       | Christian H. F. Peters  | —          | 45 km      | MPC · JPL |           |
| 235 Carolina    | A883 WA 1909 GJ 1934 GY 1939 GN 1956 VK                           | Carolina    | 28 tháng 11 năm 1883 | Vienna        | Johann Palisa           | —          | 58 km      | MPC · JPL |           |
| 236 Honoria     | A884 HA 1904 PA 1930 KK 1953 GJ1                                  | Honoria     | 26 tháng 04 năm 1884 | Vienna        | Johann Palisa           | —          | 78 km      | MPC · JPL |           |
| 237 Coelestina  | A884 MA                                                           | Coelestina  | 27 tháng 06 năm 1884 | Vienna        | Johann Palisa           | —          | 41 km      | MPC · JPL |           |
| 238 Hypatia     | A884 NA 1947 HA                                                   | Hypatia     | 01 tháng 07 năm 1884 | Berlin        | Viktor K. Knorre        | —          | 156 km     | MPC · JPL |           |
| 239 Adrastea    | A884 QA 1915 TD 1955 MK1 1956 UJ                                  | Adrastea    | 18 tháng 08 năm 1884 | Vienna        | Johann Palisa           | —          | 38 km      | MPC · JPL |           |
| 240 Vanadis     | A884 QB                                                           | Vanadis     | 27 tháng 08 năm 1884 | Marseilles    | Alphonse L. N. Borrelly | —          | 88 km      | MPC · JPL |           |
| 241 Germania    | A884 RA 1953 US 1953 VK1                                          | Germania    | 12 tháng 09 năm 1884 | Düsseldorf    | Karl T. R. Luther       | —          | 169 km     | MPC · JPL |           |
| 242 Kriemhild   | A884 SA                                                           | Kriemhild   | 22 tháng 09 năm 1884 | Vienna        | Johann Palisa           | —          | 41 km      | MPC · JPL |           |
| 243 Ida         | A884 SB 1910 CD 1988 DB1                                          | Ida         | 29 tháng 09 năm 1884 | Vienna        | Johann Palisa           | KOR · moon | 32 km      | MPC · JPL |           |
| 244 Sita        | A884 TA 1900 UA 1957 KT 1976 HY 1979 FL3                          | Sita        | 14 tháng 10 năm 1884 | Vienna        | Johann Palisa           | slow       | 11 km      | MPC · JPL |           |
| 245 Vera        | A885 CA 1919 HB                                                   | Vera        | 06 tháng 02 năm 1885 | Madras        | Norman R. Pogson        | —          | 76 km      | MPC · JPL |           |
| 246 Asporina    | A885 EA                                                           | Asporina    | 06 tháng 03 năm 1885 | Marseilles    | Alphonse L. N. Borrelly | —          | 51 km      | MPC · JPL |           |
| 247 Eukrate     | A885 EB 1901 TB 1947 TA 1960 TC                                   | Eukrate     | 14 tháng 03 năm 1885 | Düsseldorf    | Karl T. R. Luther       | —          | 131 km     | MPC · JPL |           |
| 248 Lameia      | A885 LA 1959 LO                                                   | Lameia      | 05 tháng 06 năm 1885 | Vienna        | Johann Palisa           | —          | 50 km      | MPC · JPL |           |
| 249 Ilse        | A885 QA 1973 PB                                                   | Ilse        | 16 tháng 08 năm 1885 | Clinton       | Christian H. F. Peters  | —          | 35 km      | MPC · JPL |           |
| 250 Bettina     | A885 RA                                                           | Bettina     | 03 tháng 09 năm 1885 | Vienna        | Johann Palisa           | —          | 121 km     | MPC · JPL |           |
| 251 Sophia      | A885 TA 1907 UA 1950 RH1 1953 FN1                                 | Sophia      | 04 tháng 10 năm 1885 | Vienna        | Johann Palisa           | —          | 27 km      | MPC · JPL |           |
| 252 Clementina  | A885 TB                                                           | Clementina  | 11 tháng 10 năm 1885 | Nice          | Henri J. A. Perrotin    | —          | 65 km      | MPC · JPL |           |
| 253 Mathilde    | A885 VA 1915 TN 1949 OL1                                          | Mathilde    | 12 tháng 11 năm 1885 | Vienna        | Johann Palisa           | slow       | 53 km      | MPC · JPL |           |
| 254 Augusta     | A886 FA                                                           | Augusta     | 31 tháng 03 năm 1886 | Vienna        | Johann Palisa           | FLO        | 12 km      | MPC · JPL |           |
| 255 Oppavia     | A886 FB 1904 EC 1924 TA 1938 VC 1938 XC 1945 GD 1951 SG           | Oppavia     | 31 tháng 03 năm 1886 | Vienna        | Johann Palisa           | GEF ·      | 57 km      | MPC · JPL |           |
| 256 Walpurga    | A886 GA 1951 VJ                                                   | Walpurga    | 03 tháng 04 năm 1886 | Vienna        | Johann Palisa           | —          | 67 km      | MPC · JPL |           |
| 257 Silesia     | A886 GB 1929 DD 1952 FL1 1952 HU                                  | Silesia     | 05 tháng 04 năm 1886 | Vienna        | Johann Palisa           | —          | 73 km      | MPC · JPL |           |
| 258 Tyche       | A886 JA                                                           | Tyche       | 04 tháng 05 năm 1886 | Düsseldorf    | Karl T. R. Luther       | —          | 65 km      | MPC · JPL |           |
| 259 Aletheia    | A886 MA 1947 LD                                                   | Aletheia    | 28 tháng 06 năm 1886 | Clinton       | Christian H. F. Peters  | —          | 174 km     | MPC · JPL |           |
| 260 Huberta     | A886 TA 1906 VH 1911 ME                                           | Huberta     | 03 tháng 10 năm 1886 | Vienna        | Johann Palisa           | 7:4        | 102 km     | MPC · JPL |           |
| 261 Prymno      | A886 UA                                                           | Prymno      | 31 tháng 10 năm 1886 | Clinton       | Christian H. F. Peters  | —          | 50 km      | MPC · JPL |           |
| 262 Valda       | A886 VA 1972 YR1                                                  | Valda       | 03 tháng 11 năm 1886 | Vienna        | Johann Palisa           | —          | 15 km      | MPC · JPL |           |
| 263 Dresda      | A886 VB 1905 OC 1915 RL 1917 BA 1950 XV 1977 PC                   | Dresda      | 03 tháng 11 năm 1886 | Vienna        | Johann Palisa           | KOR        | 24 km      | MPC · JPL |           |
| 264 Libussa     | A886 YA                                                           | Libussa     | 22 tháng 12 năm 1886 | Clinton       | Christian H. F. Peters  | —          | 63 km      | MPC · JPL |           |
| 265 Anna        | A887 DA 1933 QN 1933 RC                                           | Anna        | 25 tháng 02 năm 1887 | Vienna        | Johann Palisa           | —          | 23 km      | MPC · JPL |           |
| 266 Aline       | A887 KA                                                           | Aline       | 17 tháng 05 năm 1887 | Vienna        | Johann Palisa           | —          | 109 km     | MPC · JPL |           |
| 267 Tirza       | A887 KB 1922 AA 1965 GC                                           | Tirza       | 27 tháng 05 năm 1887 | Nice          | Auguste H. Charlois     | —          | 56 km      | MPC · JPL |           |
| 268 Adorea      | A887 LA                                                           | Adorea      | 08 tháng 06 năm 1887 | Marseilles    | Alphonse L. N. Borrelly | THM        | 145 km     | MPC · JPL |           |
| 269 Justitia    | A887 SA 1942 XY                                                   | Justitia    | 21 tháng 09 năm 1887 | Vienna        | Johann Palisa           | —          | 51 km      | MPC · JPL |           |
| 270 Anahita     | A887 TA 1926 VG                                                   | Anahita     | 08 tháng 10 năm 1887 | Clinton       | Christian H. F. Peters  | —          | 51 km      | MPC · JPL |           |
| 271 Penthesilea | A887 TB 1916 GG 1916 HA                                           | Penthesilea | 13 tháng 10 năm 1887 | Berlin        | Viktor K. Knorre        | —          | 66 km      | MPC · JPL |           |
| 272 Antonia     | A888 CA 1944 FE                                                   | Antonia     | 04 tháng 02 năm 1888 | Nice          | Auguste H. Charlois     | HOF ·      | 27 km      | MPC · JPL |           |
| 273 Atropos     | A888 EA 1910 CC                                                   | Atropos     | 08 tháng 03 năm 1888 | Vienna        | Johann Palisa           | —          | 30 km      | MPC · JPL |           |
| 274 Philagoria  | A888 GA                                                           | Philagoria  | 03 tháng 04 năm 1888 | Vienna        | Johann Palisa           | —          | 27 km      | MPC · JPL |           |
| 275 Sapientia   | A888 GB 1906 AB 1962 GE 1962 HA                                   | Sapientia   | 15 tháng 04 năm 1888 | Vienna        | Johann Palisa           | —          | 103 km     | MPC · JPL |           |
| 276 Adelheid    | A888 HA                                                           | Adelheid    | 17 tháng 04 năm 1888 | Vienna        | Johann Palisa           | ALA        | 115 km     | MPC · JPL |           |
| 277 Elvira      | A888 JA                                                           | Elvira      | 03 tháng 05 năm 1888 | Nice          | Auguste H. Charlois     | KOR        | 30 km      | MPC · JPL |           |
| 278 Paulina     | A888 KA 1959 XF                                                   | Paulina     | 16 tháng 05 năm 1888 | Vienna        | Johann Palisa           | —          | 33 km      | MPC · JPL |           |
| 279 Thule       | A888 UA 1920 GA 1923 RA 1927 EC 1954 FF                           | Thule       | 25 tháng 10 năm 1888 | Vienna        | Johann Palisa           | 4:3        | 127 km     | MPC · JPL |           |
| 280 Philia      | A888 UB                                                           | Philia      | 29 tháng 10 năm 1888 | Vienna        | Johann Palisa           | —          | 46 km      | MPC · JPL |           |
| 281 Lucretia    | A888 UC 1906 FD 1948 EK 1984 JX                                   | Lucretia    | 31 tháng 10 năm 1888 | Vienna        | Johann Palisa           | FLO        | 11 km      | MPC · JPL |           |
| 282 Clorinde    | A889 BA 1955 RQ                                                   | Clorinde    | 28 tháng 01 năm 1889 | Nice          | Auguste H. Charlois     | —          | 39 km      | MPC · JPL |           |
| 283 Emma        | A889 CA 1980 FJ12                                                 | Emma        | 08 tháng 02 năm 1889 | Nice          | Auguste H. Charlois     | EMA · moon | 132 km     | MPC · JPL |           |
| 284 Amalia      | A889 KA                                                           | Amalia      | 29 tháng 05 năm 1889 | Nice          | Auguste H. Charlois     | —          | 53 km      | MPC · JPL |           |
| 285 Regina      | A889 PA 1911 QJ 1951 AC1                                          | Regina      | 03 tháng 08 năm 1889 | Nice          | Auguste H. Charlois     | —          | 47 km      | MPC · JPL |           |
| 286 Iclea       | A889 PB                                                           | Iclea       | 03 tháng 08 năm 1889 | Vienna        | Johann Palisa           | —          | 94 km      | MPC · JPL |           |
| 287 Nephthys    | A889 QA                                                           | Nephthys    | 25 tháng 08 năm 1889 | Clinton       | Christian H. F. Peters  | —          | 60 km      | MPC · JPL |           |
| 288 Glauke      | A890 DA 1955 MO 1959 GB 1961 WF                                   | Glauke      | 20 tháng 02 năm 1890 | Düsseldorf    | Karl T. R. Luther       | slow       | 29 km      | MPC · JPL |           |
| 289 Nenetta     | A890 EA 1912 RC 1949 HF1                                          | Nenetta     | 10 tháng 03 năm 1890 | Nice          | Auguste H. Charlois     | —          | 38 km      | MPC · JPL |           |
| 290 Bruna       | A890 FA                                                           | Bruna       | 20 tháng 03 năm 1890 | Vienna        | Johann Palisa           | PHO        | 9,8 km     | MPC · JPL |           |
| 291 Alice       | A890 HA 1954 UJ3                                                  | Alice       | 25 tháng 04 năm 1890 | Vienna        | Johann Palisa           | —          | 10 km      | MPC · JPL |           |
| 292 Ludovica    | A890 HB 1930 GM                                                   | Ludovica    | 25 tháng 04 năm 1890 | Vienna        | Johann Palisa           | —          | 31 km      | MPC · JPL |           |
| 293 Brasilia    | A890 KA 1909 HB                                                   | Brasilia    | 20 tháng 05 năm 1890 | Nice          | Auguste H. Charlois     | —          | 57 km      | MPC · JPL |           |
| 294 Felicia     | A890 NA 1913 VA 1926 AG 1929 NE 1951 PA 1973 KD                   | Felicia     | 15 tháng 07 năm 1890 | Nice          | Auguste H. Charlois     | —          | 52 km      | MPC · JPL |           |
| 295 Theresia    | A890 QA                                                           | Theresia    | 17 tháng 08 năm 1890 | Vienna        | Johann Palisa           | —          | 28 km      | MPC · JPL |           |
| 296 Phaëtusa    | A890 QB 1917 XB 1930 YH                                           | Phaëtusa    | 19 tháng 08 năm 1890 | Nice          | Auguste H. Charlois     | —          | 8,2 km     | MPC · JPL |           |
| 297 Caecilia    | A890 RA 1924 RA 1935 PB 1947 SB 1955 BK1                          | Caecilia    | 09 tháng 09 năm 1890 | Nice          | Auguste H. Charlois     | —          | 39 km      | MPC · JPL |           |
| 298 Baptistina  | A890 RB                                                           | Baptistina  | 09 tháng 09 năm 1890 | Nice          | Auguste H. Charlois     | BAP        | 21 km      | MPC · JPL |           |
| 299 Thora       | A890 TA 1935 PC 1939 PK                                           | Thora       | 06 tháng 10 năm 1890 | Vienna        | Johann Palisa           | slow       | 16 km      | MPC · JPL |           |
| 300 Geraldina   | A890 TB 1923 LB 1933 BV 1950 DV 1953 PJ 1953 RO1 1961 AD          | Geraldina   | 03 tháng 10 năm 1890 | Nice          | Auguste H. Charlois     | —          | 67 km      | MPC · JPL |           |

### Từ 301 đến 400
| Tên                | Tên đầu tiên | Ngày phát hiện       | Nơi phát hiện | Người phát hiện |
| ------------------ | ------------ | -------------------- | ------------- | --------------- |
| 301 Bavaria        | —            | 16 tháng 11 năm 1890 | Vienna        | J. Palisa       |
| 302 Clarissa       | —            | 14 tháng 11 năm 1890 | Nice          | A. Charlois     |
| 303 Josephina      | —            | 12 tháng 2 năm 1891  | Rome          | E. Millosevich  |
| 304 Olga           | —            | 14 tháng 2 năm 1891  | Vienna        | J. Palisa       |
| 305 Gordonia       | —            | 16 tháng 2 năm 1891  | Nice          | A. Charlois     |
| 306 Unitas         | —            | 1 tháng 3 năm 1891   | Rome          | E. Millosevich  |
| 307 Nike           | —            | 5 tháng 3 năm 1891   | Nice          | A. Charlois     |
| 308 Polyxo         | —            | 31 tháng 3 năm 1891  | Marseilles    | A. Borrelly     |
| 309 Fraternitas    | —            | 6 tháng 4 năm 1891   | Vienna        | J. Palisa       |
| 310 Margarita      | —            | 16 tháng 5 năm 1891  | Nice          | A. Charlois     |
| 311 Claudia        | —            | 11 tháng 6 năm 1891  | Nice          | A. Charlois     |
| 312 Pierretta      | —            | 28 tháng 8 năm 1891  | Nice          | A. Charlois     |
| 313 Chaldaea       | —            | 30 tháng 8 năm 1891  | Vienna        | J. Palisa       |
| 314 Rosalia        | —            | 1 tháng 9 năm 1891   | Nice          | A. Charlois     |
| 315 Constantia     | —            | 4 tháng 9 năm 1891   | Vienna        | J. Palisa       |
| 316 Goberta        | —            | 8 tháng 9 năm 1891   | Nice          | A. Charlois     |
| 317 Roxane         | —            | 11 tháng 9 năm 1891  | Nice          | A. Charlois     |
| 318 Magdalena      | —            | 24 tháng 9 năm 1891  | Nice          | A. Charlois     |
| 319 Leona          | —            | 8 tháng 10 năm 1891  | Nice          | A. Charlois     |
| 320 Katharina      | —            | 11 tháng 10 năm 1891 | Vienna        | J. Palisa       |
| 321 Florentina     | —            | 15 tháng 10 năm 1891 | Vienna        | J. Palisa       |
| 322 Phaeo          | —            | 27 tháng 11 năm 1891 | Marseilles    | A. Borrelly     |
| 323 Brucia         | —            | 22 tháng 12 năm 1891 | Heidelberg    | M. F. Wolf      |
| 324 Bamberga       | —            | 25 tháng 2 năm 1892  | Vienna        | J. Palisa       |
| 325 Heidelberga    | —            | 4 tháng 3 năm 1892   | Heidelberg    | M. F. Wolf      |
| 326 Tamara         | —            | 19 tháng 3 năm 1892  | Vienna        | J. Palisa       |
| 327 Columbia       | —            | 22 tháng 3 năm 1892  | Nice          | A. Charlois     |
| 328 Gudrun         | —            | 18 tháng 3 năm 1892  | Heidelberg    | M. F. Wolf      |
| 329 Svea           | —            | 21 tháng 3 năm 1892  | Heidelberg    | M. F. Wolf      |
| 330 Adalberta      | A910 CB      | 2 tháng 2 năm 1910   | Heidelberg    | M. F. Wolf      |
| 331 Etheridgea     | —            | 1 tháng 4 năm 1892   | Nice          | A. Charlois     |
| 332 Siri           | —            | 19 tháng 3 năm 1892  | Heidelberg    | M. F. Wolf      |
| 333 Badenia        | 1892 A       | 22 tháng 8 năm 1892  | Heidelberg    | M. F. Wolf      |
| 334 Chicago        | 1892 L       | 23 tháng 8 năm 1892  | Heidelberg    | M. F. Wolf      |
| 335 Roberta        | 1892 C       | 1 tháng 9 năm 1892   | Heidelberg    | A. Staus        |
| 336 Lacadiera      | 1892 D       | 19 tháng 9 năm 1892  | Nice          | A. Charlois     |
| 337 Devosa         | 1892 E       | 22 tháng 9 năm 1892  | Nice          | A. Charlois     |
| 338 Budrosa        | 1892 F       | 25 tháng 9 năm 1892  | Nice          | A. Charlois     |
| 339 Dorothea       | 1892 G       | 25 tháng 9 năm 1892  | Heidelberg    | M. F. Wolf      |
| 340 Eduarda        | 1892 H       | 25 tháng 9 năm 1892  | Heidelberg    | M. F. Wolf      |
| 341 California     | 1892 J       | 25 tháng 9 năm 1892  | Heidelberg    | M. F. Wolf      |
| 342 Endymion       | 1892 K       | 17 tháng 10 năm 1892 | Heidelberg    | M. F. Wolf      |
| 343 Ostara         | 1892 N       | 15 tháng 11 năm 1892 | Heidelberg    | M. F. Wolf      |
| 344 Desiderata     | 1892 M       | 15 tháng 11 năm 1892 | Nice          | A. Charlois     |
| 345 Tercidina      | 1892 O       | 23 tháng 11 năm 1892 | Nice          | A. Charlois     |
| 346 Hermentaria    | 1892 P       | 25 tháng 11 năm 1892 | Nice          | A. Charlois     |
| 347 Pariana        | 1892 Q       | 28 tháng 11 năm 1892 | Nice          | A. Charlois     |
| 348 May            | 1892 R       | 28 tháng 11 năm 1892 | Nice          | A. Charlois     |
| 349 Dembowska      | 1892 T       | 9 tháng 12 năm 1892  | Nice          | A. Charlois     |
| 350 Ornamenta      | 1892 U       | 14 tháng 12 năm 1892 | Nice          | A. Charlois     |
| 351 Yrsa           | 1892 V       | 16 tháng 12 năm 1892 | Heidelberg    | M. F. Wolf      |
| 352 Gisela         | 1893 B       | 12 tháng 1, 1893     | Heidelberg    | M. F. Wolf      |
| 353 Ruperto-Carola | 1893 F       | 16 tháng 1, [1893    | Heidelberg    | M. F. Wolf      |
| 354 Eleonora       | 1893 A       | 17 tháng 1, 1893     | Nice          | A. Charlois     |
| 355 Gabriella      | 1893 E       | 20 tháng 1, 1893     | Nice          | A. Charlois     |
| 356 Liguria        | 1893 G       | 21 tháng 1, 1893     | Nice          | A. Charlois     |
| 357 Ninina         | 1893 J       | 11 tháng 2 năm 1893  | Nice          | A. Charlois     |
| 358 Apollonia      | 1893 K       | 8 tháng 3 năm 1893   | Nice          | A. Charlois     |
| 359 Georgia        | 1893 M       | 10 tháng 3 năm 1893  | Nice          | A. Charlois     |
| 360 Carlova        | 1893 N       | 11 tháng 3 năm 1893  | Nice          | A. Charlois     |
| 361 Bononia        | 1893 P       | 11 tháng 3 năm 1893  | Nice          | A. Charlois     |
| 362 Havnia         | 1893 R       | 12 tháng 3 năm 1893  | Nice          | A. Charlois     |
| 363 Padua          | 1893 S       | 17 tháng 3 năm 1893  | Nice          | A. Charlois     |
| 364 Isara          | 1893 T       | 19 tháng 3 năm 1893  | Nice          | A. Charlois     |
| 365 Corduba        | 1893 V       | 21 tháng 3 năm 1893  | Nice          | A. Charlois     |
| 366 Vincentina     | 1893 W       | 21 tháng 3 năm 1893  | Nice          | A. Charlois     |
| 367 Amicitia       | 1893 AA      | 19 tháng 5 năm 1893  | Nice          | A. Charlois     |
| 368 Haidea         | 1893 AB      | 19 tháng 5 năm 1893  | Nice          | A. Charlois     |
| 369 Aëria          | 1893 AE      | 4 tháng 7 năm 1893   | Marseilles    | A. Borrelly     |
| 370 Modestia       | 1893 AC      | 14 tháng 7 năm 1893  | Nice          | A. Charlois     |
| 371 Bohemia        | 1893 AD      | 16 tháng 7 năm 1893  | Nice          | A. Charlois     |
| 372 Palma          | 1893 AH      | 19 tháng 8 năm 1893  | Nice          | A. Charlois     |
| 373 Melusina       | 1893 AJ      | 15 tháng 9 năm 1893  | Nice          | A. Charlois     |
| 374 Burgundia      | 1893 AK      | 18 tháng 9 năm 1893  | Nice          | A. Charlois     |
| 375 Ursula         | 1893 AL      | 18 tháng 9 năm 1893  | Nice          | A. Charlois     |
| 376 Geometria      | 1893 AM      | 18 tháng 9 năm 1893  | Nice          | A. Charlois     |
| 377 Campania       | 1893 AN      | 20 tháng 9 năm 1893  | Nice          | A. Charlois     |
| 378 Holmia         | 1893 AP      | 6 tháng 12 năm 1893  | Nice          | A. Charlois     |
| 379 Huenna         | 1894 AQ      | 8 tháng 1, 1894      | Nice          | A. Charlois     |
| 380 Fiducia        | 1894 AR      | 8 tháng 1, 1894      | Nice          | A. Charlois     |
| 381 Myrrha         | 1894 AS      | 10 tháng 1, 1894     | Nice          | A. Charlois     |
| 382 Dodona         | 1894 AT      | 29 tháng 1, 1894     | Nice          | A. Charlois     |
| 383 Janina         | 1894 AU      | 29 tháng 1, 1894     | Nice          | A. Charlois     |
| 384 Burdigala      | 1894 AV      | 11 tháng 2 năm 1894  | Bordeaux      | F. Courty       |
| 385 Ilmatar        | 1894 AX      | 1 tháng 3 năm 1894   | Heidelberg    | M. F. Wolf      |
| 386 Siegena        | 1894 AY      | 1 tháng 3 năm 1894   | Heidelberg    | M. F. Wolf      |
| 387 Aquitania      | 1894 AZ      | 5 tháng 3 năm 1894   | Bordeaux      | F. Courty       |
| 388 Charybdis      | 1894 BA      | 7 tháng 3 năm 1894   | Nice          | A. Charlois     |
| 389 Industria      | 1894 BB      | 8 tháng 3 năm 1894   | Nice          | A. Charlois     |
| 390 Alma           | 1894 BC      | 24 tháng 3 năm 1894  | Paris         | G. Bigourdan    |
| 391 Ingeborg       | 1894 BE      | 1 tháng 11 năm 1894  | Heidelberg    | M. F. Wolf      |
| 392 Wilhelmina     | 1894 BF      | 4 tháng 11 năm 1894  | Heidelberg    | M. F. Wolf      |
| 393 Lampetia       | 1894 BG      | 4 tháng 11 năm 1894  | Heidelberg    | M. F. Wolf      |
| 394 Arduina        | 1894 BH      | 19 tháng 11 năm 1894 | Marseilles    | A. Borrelly     |
| 395 Delia          | 1894 BK      | 30 tháng 11 năm 1894 | Nice          | A. Charlois     |
| 396 Aeolia         | 1894 BL      | 1 tháng 12 năm 1894  | Nice          | A. Charlois     |
| 397 Vienna         | 1894 BM      | 19 tháng 12 năm 1894 | Nice          | A. Charlois     |
| 398 Admete         | 1894 BN      | 28 tháng 12 năm 1894 | Nice          | A. Charlois     |
| 399 Persephone     | 1895 BP      | 23 tháng 2 năm 1895  | Heidelberg    | M. F. Wolf      |
| 400 Ducrosa        | 1895 BU      | 15 tháng 3 năm 1895  | Nice          | A. Charlois     |

### Từ 401 đến 500
| Tên               | Tên đầu tiên | Ngày phát hiện       | Nơi phát hiện  | Người phát hiện            |
| ----------------- | ------------ | -------------------- | -------------- | -------------------------- |
| 401 Ottilia       | 1895 BT      | 16 tháng 3 năm 1895  | Heidelberg     | B. W. Valle                |
| 402 Chloë         | 1895 BW      | 21 tháng 3 năm 1895  | Nice           | A. Charlois                |
| 403 Cyane         | 1895 BX      | 18 tháng 5 năm 1895  | Nice           | A. Charlois                |
| 404 Arsinoë       | 1895 BY      | 20 tháng 6 năm 1895  | Nice           | A. Charlois                |
| 405 Thia          | 1895 BZ      | 23 tháng 7 năm 1895  | Nice           | A. Charlois                |
| 406 Erna          | 1895 CB      | 22 tháng 8 năm 1895  | Nice           | A. Charlois                |
| 407 Arachne       | 1895 CC      | 13 tháng 10 năm 1895 | Heidelberg     | M. F. Wolf                 |
| 408 Fama          | 1895 CD      | 13 tháng 10 năm 1895 | Heidelberg     | M. F. Wolf                 |
| 409 Aspasia       | 1895 CE      | 9 tháng 12 năm 1895  | Nice           | A. Charlois                |
| 410 Chloris       | 1896 CH      | 7 tháng 1, 1896      | Nice           | A. Charlois                |
| 411 Xanthe        | 1896 CJ      | 7 tháng 1, 1896      | Nice           | A. Charlois                |
| 412 Elisabetha    | 1896 CK      | 7 tháng 1, 1896      | Heidelberg     | M. F. Wolf                 |
| 413 Edburga       | 1896 CL      | 7 tháng 1, 1896      | Heidelberg     | M. F. Wolf                 |
| 414 Liriope       | 1896 CN      | 16 tháng 1, 1896     | Nice           | A. Charlois                |
| 415 Palatia       | 1896 CO      | 7 tháng 2 năm 1896   | Heidelberg     | M. F. Wolf                 |
| 416 Vaticana      | 1896 CS      | 4 tháng 5 năm 1896   | Nice           | A. Charlois                |
| 417 Suevia        | 1896 CT      | 6 tháng 5 năm 1896   | Heidelberg     | M. F. Wolf                 |
| 418 Alemannia     | 1896 CV      | 7 tháng 9 năm 1896   | Heidelberg     | M. F. Wolf                 |
| 419 Aurelia       | 1896 CW      | 7 tháng 9 năm 1896   | Heidelberg     | M. F. Wolf                 |
| 420 Bertholda     | 1896 CY      | 7 tháng 9 năm 1896   | Heidelberg     | M. F. Wolf                 |
| 421 Zähringia     | 1896 CZ      | 7 tháng 9 năm 1896   | Heidelberg     | M. F. Wolf                 |
| 422 Berolina      | 1896 DA      | 8 tháng 10 năm 1896  | Urania         | G. Witt                    |
| 423 Diotima       | 1896 DB      | 7 tháng 12 năm 1896  | Nice           | A. Charlois                |
| 424 Gratia        | 1896 DF      | 31 tháng 12 năm 1896 | Nice           | A. Charlois                |
| 425 Cornelia      | 1896 DC      | 28 tháng 12 năm 1896 | Nice           | A. Charlois                |
| 426 Hippo         | 1897 DH      | 25 tháng 8 năm 1897  | Nice           | A. Charlois                |
| 427 Galene        | 1897 DJ      | 27 tháng 8 năm 1897  | Nice           | A. Charlois                |
| 428 Monachia      | 1897 DK      | 18 tháng 11 năm 1897 | München        | W. Villiger                |
| 429 Lotis         | 1897 DL      | 23 tháng 11 năm 1897 | Nice           | A. Charlois                |
| 430 Hybris        | 1897 DM      | 18 tháng 12 năm 1897 | Nice           | A. Charlois                |
| 431 Nephele       | 1897 DN      | 18 tháng 12 năm 1897 | Nice           | A. Charlois                |
| 432 Pythia        | 1897 DO      | 18 tháng 12 năm 1897 | Nice           | A. Charlois                |
| 433 Eros          | 1898 DQ      | 13 tháng 8 năm 1898  | Urania         | G. Witt                    |
| 434 Hungaria      | 1898 DR      | 11 tháng 9 năm 1898  | Heidelberg     | M. F. Wolf                 |
| 435 Ella          | 1898 DS      | 11 tháng 9 năm 1898  | Heidelberg     | M. F. Wolf, A. Schwassmann |
| 436 Patricia      | 1898 DT      | 13 tháng 9 năm 1898  | Heidelberg     | M. F. Wolf, A. Schwassmann |
| 437 Rhodia        | 1898 DP      | 16 tháng 7 năm 1898  | Nice           | A. Charlois                |
| 438 Zeuxo         | 1898 DU      | 8 tháng 11 năm 1898  | Nice           | A. Charlois                |
| 439 Ohio          | 1898 EB      | 13 tháng 10 năm 1898 | Mount Hamilton | E. F. Coddington           |
| 440 Theodora      | 1898 EC      | 13 tháng 10 năm 1898 | Mount Hamilton | E. F. Coddington           |
| 441 Bathilde      | 1898 ED      | 8 tháng 12 năm 1898  | Nice           | A. Charlois                |
| 442 Eichsfeldia   | 1899 EE      | 15 tháng 2 năm 1899  | Heidelberg     | M. F. Wolf, A. Schwassmann |
| 443 Photographica | 1899 EF      | 17 tháng 2 năm 1899  | Heidelberg     | M. F. Wolf, A. Schwassmann |
| 444 Gyptis        | 1899 EL      | 31 tháng 3 năm 1899  | Marseilles     | J. Coggia                  |
| 445 Edna          | 1899 EX      | 2 tháng 10 năm 1899  | Mount Hamilton | E. F. Coddington           |
| 446 Aeternitas    | 1899 ER      | 27 tháng 10 năm 1899 | Heidelberg     | M. F. Wolf, A. Schwassmann |
| 447 Valentine     | 1899 ES      | 27 tháng 10 năm 1899 | Heidelberg     | M. F. Wolf, A. Schwassmann |
| 448 Natalie       | 1899 ET      | 27 tháng 10 năm 1899 | Heidelberg     | M. F. Wolf, A. Schwassmann |
| 449 Hamburga      | 1899 EU      | 31 tháng 10 năm 1899 | Heidelberg     | M. F. Wolf, A. Schwassmann |
| 450 Brigitta      | 1899 EV      | 10 tháng 10 năm 1899 | Heidelberg     | M. F. Wolf, A. Schwassmann |
| 451 Patientia     | 1899 EY      | 4 tháng 12 năm 1899  | Nice           | A. Charlois                |
| 452 Hamiltonia    | 1899 FD      | 6 tháng 12 năm 1899  | Mount Hamilton | J. E. Keeler               |
| 453 Tea           | 1900 FA      | 22 tháng 2 năm 1900  | Nice           | A. Charlois                |
| 454 Mathesis      | 1900 FC      | 28 tháng 3 năm 1900  | Heidelberg     | A. Schwassmann             |
| 455 Bruchsalia    | 1900 FG      | 22 tháng 5 năm 1900  | Heidelberg     | M. F. Wolf, A. Schwassmann |
| 456 Abnoba        | 1900 FH      | 4 tháng 6 năm 1900   | Heidelberg     | M. F. Wolf, A. Schwassmann |
| 457 Alleghenia    | 1900 FJ      | 15 tháng 9 năm 1900  | Heidelberg     | M. F. Wolf, A. Schwassmann |
| 458 Hercynia      | 1900 FK      | 21 tháng 9 năm 1900  | Heidelberg     | M. F. Wolf, A. Schwassmann |
| 459 Signe         | 1900 FM      | 22 tháng 10 năm 1900 | Heidelberg     | M. F. Wolf                 |
| 460 Scania        | 1900 FN      | 22 tháng 10 năm 1900 | Heidelberg     | M. F. Wolf                 |
| 461 Saskia        | 1900 FP      | 22 tháng 10 năm 1900 | Heidelberg     | M. F. Wolf                 |
| 462 Eriphyla      | 1900 FQ      | 22 tháng 10 năm 1900 | Heidelberg     | M. F. Wolf                 |
| 463 Lola          | 1900 FS      | 31 tháng 10 năm 1900 | Heidelberg     | M. F. Wolf                 |
| 464 Megaira       | 1901 FV      | 9 tháng 1 năm 1901   | Heidelberg     | M. F. Wolf                 |
| 465 Alekto        | 1901 FW      | 13 tháng 1 năm 1901  | Heidelberg     | M. F. Wolf                 |
| 466 Tisiphone     | 1901 FX      | 17 tháng 1 năm 1901  | Heidelberg     | M. F. Wolf, L. Carnera     |
| 467 Laura         | 1901 FY      | 9 tháng 1 năm 1901   | Heidelberg     | M. F. Wolf                 |
| 468 Lina          | 1901 FZ      | 18 tháng 1 năm 1901  | Heidelberg     | M. F. Wolf                 |
| 469 Argentina     | 1901 GE      | 20 tháng 2 năm 1901  | Heidelberg     | L. Carnera                 |
| 470 Kilia         | 1901 GJ      | 21 tháng 4 năm 1901  | Heidelberg     | L. Carnera                 |
| 471 Papagena      | 1901 GN      | 7 tháng 6 năm 1901   | Heidelberg     | M. F. Wolf                 |
| 472 Roma          | 1901 GP      | 11 tháng 7 năm 1901  | Heidelberg     | L. Carnera                 |
| 473 Nolli         | 1901 GC      | 13 tháng 2 năm 1901  | Heidelberg     | M. F. Wolf                 |
| 474 Prudentia     | 1901 GD      | 13 tháng 2 năm 1901  | Heidelberg     | M. F. Wolf                 |
| 475 Ocllo         | 1901 HN      | 14 tháng 8 năm 1901  | Arequipa       | D. Stewart                 |
| 476 Hedwig        | 1901 GQ      | 17 tháng 8 năm 1901  | Heidelberg     | L. Carnera                 |
| 477 Italia        | 1901 GR      | 23 tháng 8 năm 1901  | Heidelberg     | L. Carnera                 |
| 478 Tergeste      | 1901 GU      | 21 tháng 9 năm 1901  | Heidelberg     | L. Carnera                 |
| 479 Caprera       | 1901 HJ      | 12 tháng 11 năm 1901 | Heidelberg     | L. Carnera                 |
| 480 Hansa         | 1901 GL      | 21 tháng 5 năm 1901  | Heidelberg     | M. F. Wolf, L. Carnera     |
| 481 Emita         | 1902 HP      | 12 tháng 2 năm 1902  | Heidelberg     | L. Carnera                 |
| 482 Petrina       | 1902 HT      | 3 tháng 3 năm 1902   | Heidelberg     | M. F. Wolf                 |
| 483 Seppina       | 1902 HU      | 4 tháng 3 năm 1902   | Heidelberg     | M. F. Wolf                 |
| 484 Pittsburghia  | 1902 HX      | 29 tháng 4 năm 1902  | Heidelberg     | M. F. Wolf                 |
| 485 Genua         | 1902 HZ      | 7 tháng 5 năm 1902   | Heidelberg     | L. Carnera                 |
| 486 Cremona       | 1902 JB      | 11 tháng 5 năm 1902  | Heidelberg     | L. Carnera                 |
| 487 Venetia       | 1902 JL      | 9 tháng 7 năm 1902   | Heidelberg     | L. Carnera                 |
| 488 Kreusa        | 1902 JG      | 26 tháng 6 năm 1902  | Heidelberg     | M. F. Wolf, L. Carnera     |
| 489 Comacina      | 1902 JM      | 2 tháng 9 năm 1902   | Heidelberg     | L. Carnera                 |
| 490 Veritas       | 1902 JP      | 3 tháng 9 năm 1902   | Heidelberg     | M. F. Wolf                 |
| 491 Carina        | 1902 JQ      | 3 tháng 9 năm 1902   | Heidelberg     | M. F. Wolf                 |
| 492 Gismonda      | 1902 JR      | 3 tháng 9 năm 1902   | Heidelberg     | M. F. Wolf                 |
| 493 Griseldis     | 1902 JS      | 7 tháng 9 năm 1902   | Heidelberg     | M. F. Wolf                 |
| 494 Virtus        | 1902 JV      | 7 tháng 10 năm 1902  | Heidelberg     | M. F. Wolf                 |
| 495 Eulalia       | 1902 KG      | 25 tháng 10 năm 1902 | Heidelberg     | M. F. Wolf                 |
| 496 Gryphia       | 1902 KH      | 25 tháng 10 năm 1902 | Heidelberg     | M. F. Wolf                 |
| 497 Iva           | 1902 KJ      | 4 tháng 11 năm 1902  | Heidelberg     | R. S. Dugan                |
| 498 Tokio         | 1902 KU      | 2 tháng 12 năm 1902  | Nice           | A. Charlois                |
| 499 Venusia       | 1902 KX      | 24 tháng 12 năm 1902 | Heidelberg     | M. F. Wolf                 |
| 500 Selinur       | 1903 LA      | 16 tháng 1 năm 1903  | Heidelberg     | M. F. Wolf                 |

### Từ 501 đến 600
| Tên              | Tên đầu tiên | Ngày phát hiện       | Nơi phát hiện | Người phát hiện     |
| ---------------- | ------------ | -------------------- | ------------- | ------------------- |
| 501 Urhixidur    | 1903 LB      | 18 tháng 1 năm 1903  | Heidelberg    | M. F. Wolf          |
| 502 Sigune       | 1903 LC      | 19 tháng 1 năm 1903  | Heidelberg    | M. F. Wolf          |
| 503 Evelyn       | 1903 LF      | 19 tháng 1 năm 1903  | Heidelberg    | R. S. Dugan         |
| 504 Cora         | 1902 LK      | 30 tháng 6 năm 1902  | Arequipa      | S. I. Bailey        |
| 505 Cava         | 1902 LL      | 21 tháng 8 năm 1902  | Arequipa      | R. H. Frost         |
| 506 Marion       | 1903 LN      | 17 tháng 2 năm 1903  | Heidelberg    | R. S. Dugan         |
| 507 Laodica      | 1903 LO      | 19 tháng 2 năm 1903  | Heidelberg    | R. S. Dugan         |
| 508 Princetonia  | 1903 LQ      | 20 tháng 4 năm 1903  | Heidelberg    | R. S. Dugan         |
| 509 Iolanda      | 1903 LR      | 28 tháng 4 năm 1903  | Heidelberg    | M. F. Wolf          |
| 510 Mabella      | 1903 LT      | 20 tháng 5 năm 1903  | Heidelberg    | R. S. Dugan         |
| 511 Davida       | 1903 LU      | 30 tháng 5 năm 1903  | Heidelberg    | R. S. Dugan         |
| 512 Taurinensis  | 1903 LV      | 23 tháng 6 năm 1903  | Heidelberg    | M. F. Wolf          |
| 513 Centesima    | 1903 LY      | 24 tháng 8 năm 1903  | Heidelberg    | M. F. Wolf          |
| 514 Armida       | 1903 MB      | 24 tháng 8 năm 1903  | Heidelberg    | M. F. Wolf          |
| 515 Athalia      | 1903 ME      | 20 tháng 9 năm 1903  | Heidelberg    | M. F. Wolf          |
| 516 Amherstia    | 1903 MG      | 20 tháng 9 năm 1903  | Heidelberg    | R. S. Dugan         |
| 517 Edith        | 1903 MH      | 22 tháng 9 năm 1903  | Heidelberg    | R. S. Dugan         |
| 518 Halawe       | 1903 MO      | 20 tháng 10 năm 1903 | Heidelberg    | R. S. Dugan         |
| 519 Sylvania     | 1903 MP      | 20 tháng 10 năm 1903 | Heidelberg    | R. S. Dugan         |
| 520 Franziska    | 1903 MV      | 27 tháng 10 năm 1903 | Heidelberg    | M. F. Wolf, P. Götz |
| 521 Brixia       | 1904 NB      | 10 tháng 1 năm 1904  | Heidelberg    | R. S. Dugan         |
| 522 Helga        | 1904 NC      | 10 tháng 1 năm 1904  | Heidelberg    | M. F. Wolf          |
| 523 Ada          | 1904 ND      | 27 tháng 1 năm 1904  | Heidelberg    | R. S. Dugan         |
| 524 Fidelio      | 1904 NN      | 14 tháng 3 năm 1904  | Heidelberg    | M. F. Wolf          |
| 525 Adelaide     | 1908 EKa     | 21 tháng 10 năm 1908 | Taunton       | J. H. Metcalf       |
| 526 Jena         | 1904 NQ      | 14 tháng 3 năm 1904  | Heidelberg    | M. F. Wolf          |
| 527 Euryanthe    | 1904 NR      | 20 tháng 3 năm 1904  | Heidelberg    | M. F. Wolf          |
| 528 Rezia        | 1904 NS      | 20 tháng 3 năm 1904  | Heidelberg    | M. F. Wolf          |
| 529 Preziosa     | 1904 NT      | 20 tháng 3 năm 1904  | Heidelberg    | M. F. Wolf          |
| 530 Turandot     | 1904 NV      | 11 tháng 4 năm 1904  | Heidelberg    | M. F. Wolf          |
| 531 Zerlina      | 1904 NW      | 12 tháng 4 năm 1904  | Heidelberg    | M. F. Wolf          |
| 532 Herculina    | 1904 NY      | 20 tháng 4 năm 1904  | Heidelberg    | M. F. Wolf          |
| 533 Sara         | 1904 NZ      | 19 tháng 4 năm 1904  | Heidelberg    | R. S. Dugan         |
| 534 Nassovia     | 1904 OA      | 19 tháng 4 năm 1904  | Heidelberg    | R. S. Dugan         |
| 535 Montague     | 1904 OC      | 7 tháng 5 năm 1904   | Heidelberg    | R. S. Dugan         |
| 536 Merapi       | 1904 OF      | 11 tháng 5 năm 1904  | Washington    | G. H. Peters        |
| 537 Pauly        | 1904 OG      | 7 tháng 7 năm 1904   | Nice          | A. Charlois         |
| 538 Friederike   | 1904 OK      | 18 tháng 7 năm 1904  | Heidelberg    | P. Götz             |
| 539 Pamina       | 1904 OL      | 2 tháng 8 năm 1904   | Heidelberg    | M. F. Wolf          |
| 540 Rosamunde    | 1904 ON      | 3 tháng 8 năm 1904   | Heidelberg    | M. F. Wolf          |
| 541 Deborah      | 1904 OO      | 4 tháng 8 năm 1904   | Heidelberg    | M. F. Wolf          |
| 542 Susanna      | 1904 OQ      | 15 tháng 8 năm 1904  | Heidelberg    | P. Götz, A. Kopff   |
| 543 Charlotte    | 1904 OT      | 11 tháng 9 năm 1904  | Heidelberg    | P. Götz             |
| 544 Jetta        | 1904 OU      | 11 tháng 9 năm 1904  | Heidelberg    | P. Götz             |
| 545 Messalina    | 1904 OY      | 3 tháng 10 năm 1904  | Heidelberg    | P. Götz             |
| 546 Herodias     | 1904 PA      | 10 tháng 10 năm 1904 | Heidelberg    | P. Götz             |
| 547 Praxedis     | 1904 PB      | 14 tháng 10 năm 1904 | Heidelberg    | P. Götz             |
| 548 Kressida     | 1904 PC      | 14 tháng 10 năm 1904 | Heidelberg    | P. Götz             |
| 549 Jessonda     | 1904 PK      | 15 tháng 11 năm 1904 | Heidelberg    | M. F. Wolf          |
| 550 Senta        | 1904 PL      | 16 tháng 11 năm 1904 | Heidelberg    | M. F. Wolf          |
| 551 Ortrud       | 1904 PM      | 16 tháng 11 năm 1904 | Heidelberg    | M. F. Wolf          |
| 552 Sigelinde    | 1904 PO      | 14 tháng 12 năm 1904 | Heidelberg    | M. F. Wolf          |
| 553 Kundry       | 1904 PP      | 27 tháng 12 năm 1904 | Heidelberg    | M. F. Wolf          |
| 554 Peraga       | 1905 PS      | 8 tháng 1 năm 1905   | Heidelberg    | P. Götz             |
| 555 Norma        | 1905 PT      | 14 tháng 1 năm 1905  | Heidelberg    | M. F. Wolf          |
| 556 Phyllis      | 1905 PW      | 8 tháng 1 năm 1905   | Heidelberg    | P. Götz             |
| 557 Violetta     | 1905 PY      | 26 tháng 1 năm 1905  | Heidelberg    | M. F. Wolf          |
| 558 Carmen       | 1905 QB      | 9 tháng 2 năm 1905   | Heidelberg    | M. F. Wolf          |
| 559 Nanon        | 1905 QD      | 8 tháng 3 năm 1905   | Heidelberg    | M. F. Wolf          |
| 560 Delila       | 1905 QF      | 13 tháng 3 năm 1905  | Heidelberg    | M. F. Wolf          |
| 561 Ingwelde     | 1905 QG      | 26 tháng 3 năm 1905  | Heidelberg    | M. F. Wolf          |
| 562 Salome       | 1905 QH      | 3 tháng 4 năm 1905   | Heidelberg    | M. F. Wolf          |
| 563 Suleika      | 1905 QK      | 6 tháng 4 năm 1905   | Heidelberg    | P. Götz             |
| 564 Dudu         | 1905 QM      | 9 tháng 5 năm 1905   | Heidelberg    | P. Götz             |
| 565 Marbachia    | 1905 QN      | 9 tháng 5 năm 1905   | Heidelberg    | M. F. Wolf          |
| 566 Stereoskopia | 1905 QO      | 28 tháng 5 năm 1905  | Heidelberg    | P. Götz             |
| 567 Eleutheria   | 1905 QP      | 28 tháng 5 năm 1905  | Heidelberg    | P. Götz             |
| 568 Cheruskia    | 1905 QS      | 26 tháng 7 năm 1905  | Heidelberg    | P. Götz             |
| 569 Misa         | 1905 QT      | 27 tháng 7 năm 1905  | Vienna        | J. Palisa           |
| 570 Kythera      | 1905 QX      | 30 tháng 7 năm 1905  | Heidelberg    | M. F. Wolf          |
| 571 Dulcinea     | 1905 QZ      | 4 tháng 9 năm 1905   | Heidelberg    | P. Götz             |
| 572 Rebekka      | 1905 RB      | 19 tháng 9 năm 1905  | Heidelberg    | P. Götz             |
| 573 Recha        | 1905 RC      | 19 tháng 9 năm 1905  | Heidelberg    | M. F. Wolf          |
| 574 Reginhild    | 1905 RD      | 19 tháng 9 năm 1905  | Heidelberg    | M. F. Wolf          |
| 575 Renate       | 1905 RE      | 19 tháng 9 năm 1905  | Heidelberg    | M. F. Wolf          |
| 576 Emanuela     | 1905 RF      | 22 tháng 9 năm 1905  | Heidelberg    | P. Götz             |
| 577 Rhea         | 1905 RH      | 20 tháng 10 năm 1905 | Heidelberg    | M. F. Wolf          |
| 578 Happelia     | 1905 RZ      | 1 tháng 11 năm 1905  | Heidelberg    | M. F. Wolf          |
| 579 Sidonia      | 1905 SD      | 3 tháng 11 năm 1905  | Heidelberg    | A. Kopff            |
| 580 Selene       | 1905 SE      | 17 tháng 12 năm 1905 | Heidelberg    | M. F. Wolf          |
| 581 Tauntonia    | 1905 SH      | 24 tháng 12 năm 1905 | Taunton       | J. H. Metcalf       |
| 582 Olympia      | 1906 SO      | 23 tháng 1 năm 1906  | Heidelberg    | A. Kopff            |
| 583 Klotilde     | 1905 SP      | 31 tháng 12 năm 1905 | Vienna        | J. Palisa           |
| 584 Semiramis    | 1906 SY      | 15 tháng 1 năm 1906  | Heidelberg    | A. Kopff            |
| 585 Bilkis       | 1906 TA      | 16 tháng 2 năm 1906  | Heidelberg    | A. Kopff            |
| 586 Thekla       | 1906 TC      | 21 tháng 2 năm 1906  | Heidelberg    | M. F. Wolf          |
| 587 Hypsipyle    | 1906 TF      | 22 tháng 2 năm 1906  | Heidelberg    | M. F. Wolf          |
| 588 Achilles     | 1906 TG      | 22 tháng 2 năm 1906  | Heidelberg    | M. F. Wolf          |
| 589 Croatia      | 1906 TM      | 3 tháng 3 năm 1906   | Heidelberg    | A. Kopff            |
| 590 Tomyris      | 1906 TO      | 4 tháng 3 năm 1906   | Heidelberg    | M. F. Wolf          |
| 591 Irmgard      | 1906 TP      | 14 tháng 3 năm 1906  | Heidelberg    | A. Kopff            |
| 592 Bathseba     | 1906 TS      | 18 tháng 3 năm 1906  | Heidelberg    | M. F. Wolf          |
| 593 Titania      | 1906 TT      | 20 tháng 3 năm 1906  | Heidelberg    | A. Kopff            |
| 594 Mireille     | 1906 TW      | 27 tháng 3 năm 1906  | Heidelberg    | M. F. Wolf          |
| 595 Polyxena     | 1906 TZ      | 27 tháng 3 năm 1906  | Heidelberg    | A. Kopff            |
| 596 Scheila      | 1906 UA      | 21 tháng 2 năm 1906  | Heidelberg    | A. Kopff            |
| 597 Bandusia     | 1906 UB      | 16 tháng 4 năm 1906  | Heidelberg    | M. F. Wolf          |
| 598 Octavia      | 1906 UC      | 13 tháng 4 năm 1906  | Heidelberg    | M. F. Wolf          |
| 599 Luisa        | 1906 UJ      | 25 tháng 4 năm 1906  | Taunton       | J. H. Metcalf       |
| 600 Musa         | 1906 UM      | 14 tháng 6 năm 1906  | Taunton       | J. H. Metcalf       |

### Từ 601 đến 700
| Tên              | Tên đầu tiên | Ngày phát hiện       | Nơi phát hiện | Người phát hiện      |
| ---------------- | ------------ | -------------------- | ------------- | -------------------- |
| 601 Nerthus      | 1906 UN      | 21 tháng 6 năm 1906  | Heidelberg    | M. F. Wolf           |
| 602 Marianna     | 1906 TE      | 16 tháng 2 năm 1906  | Taunton       | J. H. Metcalf        |
| 603 Timandra     | 1906 TJ      | 16 tháng 2 năm 1906  | Taunton       | J. H. Metcalf        |
| 604 Tekmessa     | 1906 TK      | 16 tháng 2 năm 1906  | Taunton       | J. H. Metcalf        |
| 605 Juvisia      | 1906 UU      | 27 tháng 8 năm 1906  | Heidelberg    | M. F. Wolf           |
| 606 Brangäne     | 1906 VB      | 18 tháng 9 năm 1906  | Heidelberg    | A. Kopff             |
| 607 Jenny        | 1906 VC      | 18 tháng 9 năm 1906  | Heidelberg    | A. Kopff             |
| 608 Adolfine     | 1906 VD      | 18 tháng 9 năm 1906  | Heidelberg    | A. Kopff             |
| 609 Fulvia       | 1906 VF      | 24 tháng 9 năm 1906  | Heidelberg    | M. F. Wolf           |
| 610 Valeska      | 1906 VK      | 16 tháng 9 năm 1906  | Heidelberg    | M. F. Wolf           |
| 611 Valeria      | 1906 VL      | 24 tháng 9 năm 1906  | Taunton       | J. H. Metcalf        |
| 612 Veronika     | 1906 VN      | 8 tháng 10 năm 1906  | Heidelberg    | A. Kopff             |
| 613 Ginevra      | 1906 VP      | 11 tháng 10 năm 1906 | Heidelberg    | A. Kopff             |
| 614 Pia          | 1906 VQ      | 11 tháng 10 năm 1906 | Heidelberg    | A. Kopff             |
| 615 Roswitha     | 1906 VR      | 11 tháng 10 năm 1906 | Heidelberg    | A. Kopff             |
| 616 Elly         | 1906 VT      | 17 tháng 10 năm 1906 | Heidelberg    | A. Kopff             |
| 617 Patroclus    | 1906 VY      | 17 tháng 10 năm 1906 | Heidelberg    | A. Kopff             |
| 618 Elfriede     | 1906 VZ      | 17 tháng 10 năm 1906 | Heidelberg    | K. Lohnert           |
| 619 Triberga     | 1906 WC      | 22 tháng 10 năm 1906 | Heidelberg    | A. Kopff             |
| 620 Drakonia     | 1906 WE      | 16 tháng 10 năm 1906 | Taunton       | J. H. Metcalf        |
| 621 Werdandi     | 1906 WJ      | 11 tháng 11 năm 1906 | Heidelberg    | A. Kopff             |
| 622 Esther       | 1906 WP      | 13 tháng 11 năm 1906 | Taunton       | J. H. Metcalf        |
| 623 Chimaera     | 1907 XJ      | 22 tháng 1 năm 1907  | Heidelberg    | K. Lohnert           |
| 624 Hektor       | 1907 XM      | 10 tháng 2 năm 1907  | Heidelberg    | A. Kopff             |
| 625 Xenia        | 1907 XN      | 11 tháng 2 năm 1907  | Heidelberg    | A. Kopff             |
| 626 Notburga     | 1907 XO      | 11 tháng 2 năm 1907  | Heidelberg    | A. Kopff             |
| 627 Charis       | 1907 XS      | 4 tháng 3 năm 1907   | Heidelberg    | A. Kopff             |
| 628 Christine    | 1907 XT      | 7 tháng 3 năm 1907   | Heidelberg    | A. Kopff             |
| 629 Bernardina   | 1907 XU      | 7 tháng 3 năm 1907   | Heidelberg    | A. Kopff             |
| 630 Euphemia     | 1907 XW      | 7 tháng 3 năm 1907   | Heidelberg    | A. Kopff             |
| 631 Philippina   | 1907 YJ      | 21 tháng 3 năm 1907  | Heidelberg    | A. Kopff             |
| 632 Pyrrha       | 1907 YX      | 5 tháng 4 năm 1907   | Heidelberg    | A. Kopff             |
| 633 Zelima       | 1907 ZM      | 12 tháng 5 năm 1907  | Heidelberg    | A. Kopff             |
| 634 Ute          | 1907 ZN      | 12 tháng 5 năm 1907  | Heidelberg    | A. Kopff             |
| 635 Vundtia      | 1907 ZS      | 9 tháng 6 năm 1907   | Heidelberg    | K. Lohnert           |
| 636 Erika        | 1907 XP      | 8 tháng 2 năm 1907   | Taunton       | J. H. Metcalf        |
| 637 Chrysothemis | 1907 YE      | 11 tháng 3 năm 1907  | Taunton       | J. H. Metcalf        |
| 638 Moira        | 1907 ZQ      | 5 tháng 5 năm 1907   | Taunton       | J. H. Metcalf        |
| 639 Latona       | 1907 ZT      | 19 tháng 7 năm 1907  | Heidelberg    | K. Lohnert           |
| 640 Brambilla    | 1907 ZW      | 29 tháng 8 năm 1907  | Heidelberg    | A. Kopff             |
| 641 Agnes        | 1907 ZX      | 8 tháng 9 năm 1907   | Heidelberg    | M. F. Wolf           |
| 642 Clara        | 1907 ZY      | 8 tháng 9 năm 1907   | Heidelberg    | M. F. Wolf           |
| 643 Scheherezade | 1907 ZZ      | 8 tháng 9 năm 1907   | Heidelberg    | A. Kopff             |
| 644 Cosima       | 1907 AA      | 7 tháng 9 năm 1907   | Heidelberg    | A. Kopff             |
| 645 Agrippina    | 1907 AG      | 13 tháng 9 năm 1907  | Taunton       | J. H. Metcalf        |
| 646 Kastalia     | 1907 AC      | 11 tháng 9 năm 1907  | Heidelberg    | A. Kopff             |
| 647 Adelgunde    | 1907 AD      | 11 tháng 9 năm 1907  | Heidelberg    | A. Kopff             |
| 648 Pippa        | 1907 AE      | 11 tháng 9 năm 1907  | Heidelberg    | A. Kopff             |
| 649 Josefa       | 1907 AF      | 11 tháng 9 năm 1907  | Heidelberg    | A. Kopff             |
| 650 Amalasuntha  | 1907 AM      | 4 tháng 10 năm 1907  | Heidelberg    | A. Kopff             |
| 651 Antikleia    | 1907 AN      | 4 tháng 10 năm 1907  | Heidelberg    | A. Kopff             |
| 652 Jubilatrix   | 1907 AU      | 4 tháng 11 năm 1907  | Vienna        | J. Palisa            |
| 653 Berenike     | 1907 BK      | 27 tháng 11 năm 1907 | Taunton       | J. H. Metcalf        |
| 654 Zelinda      | 1908 BM      | 4 tháng 1 năm 1908   | Heidelberg    | A. Kopff             |
| 655 Briseïs      | 1907 BF      | 4 tháng 11 năm 1907  | Taunton       | J. H. Metcalf        |
| 656 Beagle       | 1908 BU      | 22 tháng 1 năm 1908  | Heidelberg    | A. Kopff             |
| 657 Gunlöd       | 1908 BV      | 23 tháng 1 năm 1908  | Heidelberg    | A. Kopff             |
| 658 Asteria      | 1908 BW      | 23 tháng 1 năm 1908  | Heidelberg    | A. Kopff             |
| 659 Nestor       | 1908 CS      | 23 tháng 3 năm 1908  | Heidelberg    | M. F. Wolf           |
| 660 Crescentia   | 1908 CC      | 8 tháng 1 năm 1908   | Taunton       | J. H. Metcalf        |
| 661 Cloelia      | 1908 CL      | 22 tháng 2 năm 1908  | Taunton       | J. H. Metcalf        |
| 662 Newtonia     | 1908 CW      | 30 tháng 3 năm 1908  | Taunton       | J. H. Metcalf        |
| 663 Gerlinde     | 1908 DG      | 24 tháng 6 năm 1908  | Heidelberg    | A. Kopff             |
| 664 Judith       | 1908 DH      | 24 tháng 6 năm 1908  | Heidelberg    | A. Kopff             |
| 665 Sabine       | 1908 DK      | 22 tháng 7 năm 1908  | Heidelberg    | W. Lorenz            |
| 666 Desdemona    | 1908 DM      | 23 tháng 7 năm 1908  | Heidelberg    | A. Kopff             |
| 667 Denise       | 1908 DN      | 23 tháng 7 năm 1908  | Heidelberg    | A. Kopff             |
| 668 Dora         | 1908 DO      | 27 tháng 7 năm 1908  | Heidelberg    | A. Kopff             |
| 669 Kypria       | 1908 DQ      | 20 tháng 8 năm 1908  | Heidelberg    | A. Kopff             |
| 670 Ottegebe     | 1908 DR      | 20 tháng 8 năm 1908  | Heidelberg    | A. Kopff             |
| 671 Carnegia     | 1908 DV      | 21 tháng 9 năm 1908  | Vienna        | J. Palisa            |
| 672 Astarte      | 1908 DY      | 21 tháng 9 năm 1908  | Heidelberg    | A. Kopff             |
| 673 Edda         | 1908 EA      | 20 tháng 9 năm 1908  | Taunton       | J. H. Metcalf        |
| 674 Rachele      | 1908 EP      | 28 tháng 10 năm 1908 | Heidelberg    | W. Lorenz            |
| 675 Ludmilla     | 1908 DU      | 30 tháng 8 năm 1908  | Taunton       | J. H. Metcalf        |
| 676 Melitta      | 1909 FN      | 16 tháng 1 năm 1909  | Greenwich     | P. Melotte           |
| 677 Aaltje       | 1909 FR      | 18 tháng 1 năm 1909  | Heidelberg    | A. Kopff             |
| 678 Fredegundis  | 1909 FS      | 22 tháng 1 năm 1909  | Heidelberg    | W. Lorenz            |
| 679 Pax          | 1909 FY      | 28 tháng 1 năm 1909  | Heidelberg    | A. Kopff             |
| 680 Genoveva     | 1909 GW      | 22 tháng 4 năm 1909  | Heidelberg    | A. Kopff             |
| 681 Gorgo        | 1909 GZ      | 13 tháng 5 năm 1909  | Heidelberg    | A. Kopff             |
| 682 Hagar        | 1909 HA      | 17 tháng 6 năm 1909  | Heidelberg    | A. Kopff             |
| 683 Lanzia       | 1909 HC      | 23 tháng 7 năm 1909  | Heidelberg    | M. F. Wolf           |
| 684 Hildburg     | 1909 HD      | 8 tháng 8 năm 1909   | Heidelberg    | A. Kopff             |
| 685 Hermia       | 1909 HE      | 12 tháng 8 năm 1909  | Heidelberg    | W. Lorenz            |
| 686 Gersuind     | 1909 HF      | 15 tháng 8 năm 1909  | Heidelberg    | A. Kopff             |
| 687 Tinette      | 1909 HG      | 16 tháng 8 năm 1909  | Vienna        | J. Palisa            |
| 688 Melanie      | 1909 HH      | 25 tháng 8 năm 1909  | Vienna        | J. Palisa            |
| 689 Zita         | 1909 HJ      | 12 tháng 9 năm 1909  | Vienna        | J. Palisa            |
| 690 Wratislavia  | 1909 HZ      | 16 tháng 10 năm 1909 | Taunton       | J. H. Metcalf        |
| 691 Lehigh       | 1909 JG      | 11 tháng 12 năm 1909 | Taunton       | J. H. Metcalf        |
| 692 Hippodamia   | 1901 HD      | 5 tháng 11 năm 1901  | Heidelberg    | M. F. Wolf, A. Kopff |
| 693 Zerbinetta   | 1909 HN      | 21 tháng 9 năm 1909  | Heidelberg    | A. Kopff             |
| 694 Ekard        | 1909 JA      | 7 tháng 11 năm 1909  | Taunton       | J. H. Metcalf        |
| 695 Bella        | 1909 JB      | 7 tháng 11 năm 1909  | Taunton       | J. H. Metcalf        |
| 696 Leonora      | 1910 JJ      | 10 tháng 1 năm 1910  | Taunton       | J. H. Metcalf        |
| 697 Galilea      | 1910 JO      | 14 tháng 2 năm 1910  | Heidelberg    | J. Helffrich         |
| 698 Ernestina    | 1910 JX      | 5 tháng 3 năm 1910   | Heidelberg    | J. Helffrich         |
| 699 Hela         | 1910 KD      | 5 tháng 6 năm 1910   | Heidelberg    | J. Helffrich         |
| 700 Auravictrix  | 1910 KE      | 5 tháng 6 năm 1910   | Heidelberg    | J. Helffrich         |

### Từ 701 đến 800
| Tên             | Tên đầu tiên | Ngày phát hiện       | Nơi phát hiện     | Người phát hiện |
| --------------- | ------------ | -------------------- | ----------------- | --------------- |
| 701 Oriola      | 1910 KN      | 12 tháng 7 năm 1910  | Heidelberg        | J. Helffrich    |
| 702 Alauda      | 1910 KQ      | 16 tháng 7 năm 1910  | Heidelberg        | J. Helffrich    |
| 703 Noëmi       | 1910 KT      | 3 tháng 10 năm 1910  | Vienna            | J. Palisa       |
| 704 Interamnia  | 1910 KU      | 2 tháng 10 năm 1910  | Teramo            | V. Cerulli      |
| 705 Erminia     | 1910 KV      | 6 tháng 10 năm 1910  | Heidelberg        | E. Ernst        |
| 706 Hirundo     | 1910 KX      | 9 tháng 10 năm 1910  | Heidelberg        | J. Helffrich    |
| 707 Steina      | 1910 LD      | 22 tháng 12 năm 1910 | Heidelberg        | M. F. Wolf      |
| 708 Raphaela    | 1911 LJ      | 3 tháng 2 năm 1911   | Heidelberg        | J. Helffrich    |
| 709 Fringilla   | 1911 LK      | 3 tháng 2 năm 1911   | Heidelberg        | J. Helffrich    |
| 710 Gertrud     | 1911 LM      | 28 tháng 2 năm 1911  | Vienna            | J. Palisa       |
| 711 Marmulla    | 1911 LN      | 1 tháng 3 năm 1911   | Vienna            | J. Palisa       |
| 712 Boliviana   | 1911 LO      | 19 tháng 3 năm 1911  | Heidelberg        | M. F. Wolf      |
| 713 Luscinia    | 1911 LS      | 18 tháng 4 năm 1911  | Heidelberg        | J. Helffrich    |
| 714 Ulula       | 1911 LW      | 18 tháng 5 năm 1911  | Heidelberg        | J. Helffrich    |
| 715 Transvaalia | 1911 LX      | 22 tháng 4 năm 1911  | Johannesburg      | H. E. Wood      |
| 716 Berkeley    | 1911 MD      | 30 tháng 7 năm 1911  | Vienna            | J. Palisa       |
| 717 Wisibada    | 1911 MJ      | 26 tháng 8 năm 1911  | Heidelberg        | F. Kaiser       |
| 718 Erida       | 1911 MS      | 29 tháng 9 năm 1911  | Vienna            | J. Palisa       |
| 719 Albert      | 1911 MT      | 3 tháng 10 năm 1911  | Vienna            | J. Palisa       |
| 720 Bohlinia    | 1911 MW      | 18 tháng 10 năm 1911 | Heidelberg        | F. Kaiser       |
| 721 Tabora      | 1911 MZ      | 18 tháng 10 năm 1911 | Heidelberg        | F. Kaiser       |
| 722 Frieda      | 1911 NA      | 18 tháng 10 năm 1911 | Vienna            | J. Palisa       |
| 723 Hammonia    | 1911 NB      | 21 tháng 10 năm 1911 | Vienna            | J. Palisa       |
| 724 Hapag       | 1911 NC      | 21 tháng 10 năm 1911 | Vienna            | J. Palisa       |
| 725 Amanda      | 1911 ND      | 21 tháng 10 năm 1911 | Vienna            | J. Palisa       |
| 726 Joëlla      | 1911 NM      | 22 tháng 11 năm 1911 | Winchester        | J. H. Metcalf   |
| 727 Nipponia    | 1912 NT      | 11 tháng 2 năm 1912  | Heidelberg        | A. Massinger    |
| 728 Leonisis    | 1912 NU      | 16 tháng 2 năm 1912  | Vienna            | J. Palisa       |
| 729 Watsonia    | 1912 OD      | 9 tháng 2 năm 1912   | Winchester        | J. H. Metcalf   |
| 730 Athanasia   | 1912 OK      | 10 tháng 4 năm 1912  | Vienna            | J. Palisa       |
| 731 Sorga       | 1912 OQ      | 15 tháng 4 năm 1912  | Heidelberg        | A. Massinger    |
| 732 Tjilaki     | 1912 OR      | 15 tháng 4 năm 1912  | Heidelberg        | A. Massinger    |
| 733 Mocia       | 1912 PF      | 16 tháng 9 năm 1912  | Heidelberg        | M. F. Wolf      |
| 734 Benda       | 1912 PH      | 11 tháng 10 năm 1912 | Vienna            | J. Palisa       |
| 735 Marghanna   | 1912 PY      | 9 tháng 12 năm 1912  | Heidelberg        | H. Vogt         |
| 736 Harvard     | 1912 PZ      | 16 tháng 11 năm 1912 | Winchester        | J. H. Metcalf   |
| 737 Arequipa    | 1912 QB      | 7 tháng 12 năm 1912  | Winchester        | J. H. Metcalf   |
| 738 Alagasta    | 1913 QO      | 7 tháng 1 năm 1913   | Heidelberg        | F. Kaiser       |
| 739 Mandeville  | 1913 QR      | 7 tháng 2 năm 1913   | Winchester        | J. H. Metcalf   |
| 740 Cantabia    | 1913 QS      | 10 tháng 2 năm 1913  | Winchester        | J. H. Metcalf   |
| 741 Botolphia   | 1913 QT      | 10 tháng 2 năm 1913  | Winchester        | J. H. Metcalf   |
| 742 Edisona     | 1913 QU      | 23 tháng 2 năm 1913  | Heidelberg        | F. Kaiser       |
| 743 Eugenisis   | 1913 QV      | 25 tháng 2 năm 1913  | Heidelberg        | F. Kaiser       |
| 744 Aguntina    | 1913 QW      | 26 tháng 2 năm 1913  | Vienna            | J. Rheden       |
| 745 Mauritia    | 1913 QX      | 1 tháng 3 năm 1913   | Heidelberg        | F. Kaiser       |
| 746 Marlu       | 1913 QY      | 1 tháng 3 năm 1913   | Heidelberg        | F. Kaiser       |
| 747 Winchester  | 1913 QZ      | 7 tháng 3 năm 1913   | Winchester        | J. H. Metcalf   |
| 748 Simeïsa     | 1913 RD      | 14 tháng 3 năm 1913  | Crimea-Simeis     | G. N. Neujmin   |
| 749 Malzovia    | 1913 RF      | 5 tháng 4 năm 1913   | Crimea-Simeis     | S. Beljavskij   |
| 750 Oskar       | 1913 RG      | 28 tháng 4 năm 1913  | Vienna            | J. Palisa       |
| 751 Faïna       | 1913 RK      | 28 tháng 4 năm 1913  | Crimea-Simeis     | G. N. Neujmin   |
| 752 Sulamitis   | 1913 RL      | 30 tháng 4 năm 1913  | Crimea-Simeis     | G. N. Neujmin   |
| 753 Tiflis      | 1913 RM      | 30 tháng 4 năm 1913  | Crimea-Simeis     | G. N. Neujmin   |
| 754 Malabar     | 1906 UT      | 22 tháng 8 năm 1906  | Heidelberg        | A. Kopff        |
| 755 Quintilla   | 1908 CZ      | 6 tháng 4 năm 1908   | Taunton           | J. H. Metcalf   |
| 756 Lilliana    | 1908 DC      | 26 tháng 4 năm 1908  | Taunton           | J. H. Metcalf   |
| 757 Portlandia  | 1908 EJ      | 30 tháng 9 năm 1908  | Taunton           | J. H. Metcalf   |
| 758 Mancunia    | 1912 PE      | 18 tháng 5 năm 1912  | Johannesburg      | H. E. Wood      |
| 759 Vinifera    | 1913 SJ      | 26 tháng 8 năm 1913  | Heidelberg        | F. Kaiser       |
| 760 Massinga    | 1913 SL      | 28 tháng 8 năm 1913  | Heidelberg        | F. Kaiser       |
| 761 Brendelia   | 1913 SO      | 8 tháng 9 năm 1913   | Heidelberg        | F. Kaiser       |
| 762 Pulcova     | 1913 SQ      | 3 tháng 9 năm 1913   | Crimea-Simeis     | G. N. Neujmin   |
| 763 Cupido      | 1913 ST      | 25 tháng 9 năm 1913  | Heidelberg        | F. Kaiser       |
| 764 Gedania     | 1913 SU      | 16 tháng 9 năm 1913  | Heidelberg        | F. Kaiser       |
| 765 Mattiaca    | 1913 SV      | 16 tháng 9 năm 1913  | Heidelberg        | F. Kaiser       |
| 766 Moguntia    | 1913 SW      | 29 tháng 9 năm 1913  | Heidelberg        | F. Kaiser       |
| 767 Bondia      | 1913 SX      | 23 tháng 9 năm 1913  | Winchester        | J. H. Metcalf   |
| 768 Struveana   | 1913 SZ      | 4 tháng 10 năm 1913  | Crimea-Simeis     | G. N. Neujmin   |
| 769 Tatjana     | 1913 TA      | 6 tháng 10 năm 1913  | Crimea-Simeis     | G. N. Neujmin   |
| 770 Bali        | 1913 TE      | 31 tháng 10 năm 1913 | Heidelberg        | A. Massinger    |
| 771 Libera      | 1913 TO      | 21 tháng 11 năm 1913 | Vienna            | J. Rheden       |
| 772 Tanete      | 1913 TR      | 19 tháng 12 năm 1913 | Heidelberg        | A. Massinger    |
| 773 Irmintraud  | 1913 TV      | 22 tháng 12 năm 1913 | Heidelberg        | F. Kaiser       |
| 774 Armor       | 1913 TW      | 19 tháng 12 năm 1913 | Paris             | C. le Morvan    |
| 775 Lumière     | 1914 TX      | 6 tháng 1 năm 1914   | Nice              | J. Lagrula      |
| 776 Berbericia  | 1914 TY      | 24 tháng 1 năm 1914  | Heidelberg        | A. Massinger    |
| 777 Gutemberga  | 1914 TZ      | 24 tháng 1 năm 1914  | Heidelberg        | F. Kaiser       |
| 778 Theobalda   | 1914 UA      | 25 tháng 1 năm 1914  | Heidelberg        | F. Kaiser       |
| 779 Nina        | 1914 UB      | 25 tháng 1 năm 1914  | Crimea-Simeis     | G. N. Neujmin   |
| 780 Armenia     | 1914 UC      | 25 tháng 1 năm 1914  | Crimea-Simeis     | G. N. Neujmin   |
| 781 Kartvelia   | 1914 UF      | 25 tháng 1 năm 1914  | Crimea-Simeis     | G. N. Neujmin   |
| 782 Montefiore  | 1914 UK      | 18 tháng 3 năm 1914  | Vienna            | J. Palisa       |
| 783 Nora        | 1914 UL      | 18 tháng 3 năm 1914  | Vienna            | J. Palisa       |
| 784 Pickeringia | 1914 UM      | 20 tháng 3 năm 1914  | Winchester        | J. H. Metcalf   |
| 785 Zwetana     | 1914 UN      | 30 tháng 3 năm 1914  | Heidelberg        | A. Massinger    |
| 786 Bredichina  | 1914 UO      | 20 tháng 4 năm 1914  | Heidelberg        | F. Kaiser       |
| 787 Moskva      | 1914 UQ      | 20 tháng 4 năm 1914  | Crimea-Simeis     | G. N. Neujmin   |
| 788 Hohensteina | 1914 UR      | 28 tháng 4 năm 1914  | Heidelberg        | F. Kaiser       |
| 789 Lena        | 1914 UU      | 24 tháng 6 năm 1914  | Crimea-Simeis     | G. N. Neujmin   |
| 790 Pretoria    | 1912 NW      | 16 tháng 1 năm 1912  | Johannesburg      | H. E. Wood      |
| 791 Ani         | 1914 UV      | 29 tháng 6 năm 1914  | Crimea-Simeis     | G. N. Neujmin   |
| 792 Metcalfia   | 1907 ZC      | 20 tháng 3 năm 1907  | Taunton           | J. H. Metcalf   |
| 793 Arizona     | 1907 ZD      | 9 tháng 4 năm 1907   | Flagstaff         | P. Lowell       |
| 794 Irenaea     | 1914 VB      | 27 tháng 8 năm 1914  | Vienna            | J. Palisa       |
| 795 Fini        | 1914 VE      | 16 tháng 9 năm 1914  | Vienna            | J. Palisa       |
| 796 Sarita      | 1914 VH      | 15 tháng 10 năm 1914 | Heidelberg        | K. Reinmuth     |
| 797 Montana     | 1914 VR      | 17 tháng 11 năm 1914 | Hamburg-Bergedorf | H. Thiele       |
| 798 Ruth        | 1914 VT      | 21 tháng 11 năm 1914 | Heidelberg        | M. F. Wolf      |
| 799 Gudula      | 1915 WO      | 9 tháng 3 năm 1915   | Heidelberg        | K. Reinmuth     |
| 800 Kressmannia | 1915 WP      | 20 tháng 3 năm 1915  | Heidelberg        | M. F. Wolf      |

### Từ 801 đến 900
| Tên                | Tên đầu tiên | Ngày phát hiện       | Nơi phát hiện     | Người phát hiện |
| ------------------ | ------------ | -------------------- | ----------------- | --------------- |
| 801 Helwerthia     | 1915 WQ      | 20 tháng 3 năm 1915  | Heidelberg        | M. F. Wolf      |
| 802 Epyaxa         | 1915 WR      | 20 tháng 3 năm 1915  | Heidelberg        | M. F. Wolf      |
| 803 Picka          | 1915 WS      | 21 tháng 3 năm 1915  | Vienna            | J. Palisa       |
| 804 Hispania       | 1915 WT      | 20 tháng 3 năm 1915  | Barcelona         | J. Comas Solá   |
| 805 Hormuthia      | 1915 WW      | 17 tháng 4 năm 1915  | Heidelberg        | M. F. Wolf      |
| 806 Gyldenia       | 1915 WX      | 18 tháng 4 năm 1915  | Heidelberg        | M. F. Wolf      |
| 807 Ceraskia       | 1915 WY      | 18 tháng 4 năm 1915  | Heidelberg        | M. F. Wolf      |
| 808 Merxia         | 1901 GY      | 11 tháng 10 năm 1901 | Heidelberg        | L. Carnera      |
| 809 Lundia         | 1915 XP      | 11 tháng 8 năm 1915  | Heidelberg        | M. F. Wolf      |
| 810 Atossa         | 1915 XQ      | 8 tháng 9 năm 1915   | Heidelberg        | M. F. Wolf      |
| 811 Nauheima       | 1915 XR      | 8 tháng 9 năm 1915   | Heidelberg        | M. F. Wolf      |
| 812 Adele          | 1915 XV      | 8 tháng 9 năm 1915   | Crimea-Simeis     | S. Beljavskij   |
| 813 Baumeia        | 1915 YR      | 28 tháng 11 năm 1915 | Heidelberg        | M. F. Wolf      |
| 814 Tauris         | 1916 YT      | 2 tháng 1 năm 1916   | Crimea-Simeis     | G. N. Neujmin   |
| 815 Coppelia       | 1916 YU      | 2 tháng 2 năm 1916   | Heidelberg        | M. F. Wolf      |
| 816 Juliana        | 1916 YV      | 8 tháng 2 năm 1916   | Heidelberg        | M. F. Wolf      |
| 817 Annika         | 1916 YW      | 6 tháng 2 năm 1916   | Heidelberg        | M. F. Wolf      |
| 818 Kapteynia      | 1916 YZ      | 21 tháng 2 năm 1916  | Heidelberg        | M. F. Wolf      |
| 819 Barnardiana    | 1916 ZA      | 3 tháng 3 năm 1916   | Heidelberg        | M. F. Wolf      |
| 820 Adriana        | 1916 ZB      | 30 tháng 3 năm 1916  | Heidelberg        | M. F. Wolf      |
| 821 Fanny          | 1916 ZC      | 31 tháng 3 năm 1916  | Heidelberg        | M. F. Wolf      |
| 822 Lalage         | 1916 ZD      | 31 tháng 3 năm 1916  | Heidelberg        | M. F. Wolf      |
| 823 Sisigambis     | 1916 ZG      | 31 tháng 3 năm 1916  | Heidelberg        | M. F. Wolf      |
| 824 Anastasia      | 1916 ZH      | 25 tháng 3 năm 1916  | Crimea-Simeis     | G. N. Neujmin   |
| 825 Tanina         | 1916 ZL      | 27 tháng 3 năm 1916  | Crimea-Simeis     | G. N. Neujmin   |
| 826 Henrika        | 1916 ZO      | 28 tháng 4 năm 1916  | Heidelberg        | M. F. Wolf      |
| 827 Wolfiana       | 1916 ZW      | 29 tháng 8 năm 1916  | Vienna            | J. Palisa       |
| 828 Lindemannia    | 1916 ZX      | 29 tháng 8 năm 1916  | Vienna            | J. Palisa       |
| 829 Academia       | 1916 ZY      | 25 tháng 8 năm 1916  | Crimea-Simeis     | G. N. Neujmin   |
| 830 Petropolitana  | 1916 ZZ      | 25 tháng 8 năm 1916  | Crimea-Simeis     | G. N. Neujmin   |
| 831 Stateira       | 1916 AA      | 20 tháng 9 năm 1916  | Heidelberg        | M. F. Wolf      |
| 832 Karin          | 1916 AB      | 20 tháng 9 năm 1916  | Heidelberg        | M. F. Wolf      |
| 833 Monica         | 1916 AC      | 20 tháng 9 năm 1916  | Heidelberg        | M. F. Wolf      |
| 834 Burnhamia      | 1916 AD      | 20 tháng 9 năm 1916  | Heidelberg        | M. F. Wolf      |
| 835 Olivia         | 1916 AE      | 23 tháng 9 năm 1916  | Heidelberg        | M. F. Wolf      |
| 836 Jole           | 1916 AF      | 23 tháng 9 năm 1916  | Heidelberg        | M. F. Wolf      |
| 837 Schwarzschilda | 1916 AG      | 23 tháng 9 năm 1916  | Heidelberg        | M. F. Wolf      |
| 838 Seraphina      | 1916 AH      | 24 tháng 9 năm 1916  | Heidelberg        | M. F. Wolf      |
| 839 Valborg        | 1916 AJ      | 24 tháng 9 năm 1916  | Heidelberg        | M. F. Wolf      |
| 840 Zenobia        | 1916 AK      | 25 tháng 9 năm 1916  | Heidelberg        | M. F. Wolf      |
| 841 Arabella       | 1916 AL      | 1 tháng 10 năm 1916  | Heidelberg        | M. F. Wolf      |
| 842 Kerstin        | 1916 AM      | 1 tháng 10 năm 1916  | Heidelberg        | M. F. Wolf      |
| 843 Nicolaia       | 1916 AN      | 30 tháng 9 năm 1916  | Hamburg-Bergedorf | H. Thiele       |
| 844 Leontina       | 1916 AP      | 1 tháng 10 năm 1916  | Vienna            | J. Rheden       |
| 845 Naëma          | 1916 AS      | 16 tháng 11 năm 1916 | Heidelberg        | M. F. Wolf      |
| 846 Lipperta       | 1916 AT      | 16 tháng 11 năm 1916 | Hamburg-Bergedorf | K. Gyllenberg   |
| 847 Agnia          | 1915 XX      | 2 tháng 9 năm 1915   | Crimea-Simeis     | G. N. Neujmin   |
| 848 Inna           | 1915 XS      | 5 tháng 9 năm 1915   | Crimea-Simeis     | G. N. Neujmin   |
| 849 Ara            | 1912 NY      | 9 tháng 2 năm 1912   | Crimea-Simeis     | S. Beljavskij   |
| 850 Altona         | 1916 S24     | 27 tháng 3 năm 1916  | Crimea-Simeis     | S. Beljavskij   |
| 851 Zeissia        | 1916 S26     | 2 tháng 4 năm 1916   | Crimea-Simeis     | S. Beljavskij   |
| 852 Wladilena      | 1916 S27     | 2 tháng 4 năm 1916   | Crimea-Simeis     | S. Beljavskij   |
| 853 Nansenia       | 1916 S28     | 2 tháng 4 năm 1916   | Crimea-Simeis     | S. Beljavskij   |
| 854 Frostia        | 1916 S29     | 3 tháng 4 năm 1916   | Crimea-Simeis     | S. Beljavskij   |
| 855 Newcombia      | 1916 ZP      | 3 tháng 4 năm 1916   | Crimea-Simeis     | S. Beljavskij   |
| 856 Backlunda      | 1916 S30     | 3 tháng 4 năm 1916   | Crimea-Simeis     | S. Beljavskij   |
| 857 Glasenappia    | 1916 S33     | 6 tháng 4 năm 1916   | Crimea-Simeis     | S. Beljavskij   |
| 858 El Djezaïr     | 1916 a       | 26 tháng 5 năm 1916  | Algiers           | F. Sy           |
| 859 Bouzaréah      | 1916 c       | 2 tháng 10 năm 1916  | Algiers           | F. Sy           |
| 860 Ursina         | 1917 BD      | 22 tháng 1 năm 1917  | Heidelberg        | M. F. Wolf      |
| 861 Aïda           | 1917 BE      | 22 tháng 1 năm 1917  | Heidelberg        | M. F. Wolf      |
| 862 Franzia        | 1917 BF      | 28 tháng 1 năm 1917  | Heidelberg        | M. F. Wolf      |
| 863 Benkoela       | 1917 BH      | 9 tháng 2 năm 1917   | Heidelberg        | M. F. Wolf      |
| 864 Aase           | A921 SB      | 30 tháng 9 năm 1921  | Heidelberg        | K. Reinmuth     |
| 865 Zubaida        | 1917 BO      | 15 tháng 2 năm 1917  | Heidelberg        | M. F. Wolf      |
| 866 Fatme          | 1917 BQ      | 25 tháng 2 năm 1917  | Heidelberg        | M. F. Wolf      |
| 867 Kovacia        | 1917 BS      | 25 tháng 2 năm 1917  | Vienna            | J. Palisa       |
| 868 Lova           | 1917 BU      | 26 tháng 4 năm 1917  | Heidelberg        | M. F. Wolf      |
| 869 Mellena        | 1917 BV      | 9 tháng 5 năm 1917   | Hamburg-Bergedorf | R. Schorr       |
| 870 Manto          | 1917 BX      | 12 tháng 5 năm 1917  | Heidelberg        | M. F. Wolf      |
| 871 Amneris        | 1917 BY      | 14 tháng 5 năm 1917  | Heidelberg        | M. F. Wolf      |
| 872 Holda          | 1917 BZ      | 21 tháng 5 năm 1917  | Heidelberg        | M. F. Wolf      |
| 873 Mechthild      | 1917 CA      | 21 tháng 5 năm 1917  | Heidelberg        | M. F. Wolf      |
| 874 Rotraut        | 1917 CC      | 25 tháng 5 năm 1917  | Heidelberg        | M. F. Wolf      |
| 875 Nymphe         | 1917 CF      | 19 tháng 5 năm 1917  | Heidelberg        | M. F. Wolf      |
| 876 Scott          | 1917 CH      | 20 tháng 6 năm 1917  | Vienna            | J. Palisa       |
| 877 Walküre        | 1915 S7      | 13 tháng 9 năm 1915  | Crimea-Simeis     | G. N. Neujmin   |
| 878 Mildred        | 1916 f       | 6 tháng 9 năm 1916   | Mount Wilson      | S. B. Nicholson |
| 879 Ricarda        | 1917 CJ      | 22 tháng 7 năm 1917  | Heidelberg        | M. F. Wolf      |
| 880 Herba          | 1917 CK      | 22 tháng 7 năm 1917  | Heidelberg        | M. F. Wolf      |
| 881 Athene         | 1917 CL      | 22 tháng 7 năm 1917  | Heidelberg        | M. F. Wolf      |
| 882 Swetlana       | 1917 CM      | 15 tháng 8 năm 1917  | Crimea-Simeis     | G. N. Neujmin   |
| 883 Matterania     | 1917 CP      | 14 tháng 9 năm 1917  | Heidelberg        | M. F. Wolf      |
| 884 Priamus        | 1917 CQ      | 22 tháng 9 năm 1917  | Heidelberg        | M. F. Wolf      |
| 885 Ulrike         | 1917 CX      | 23 tháng 9 năm 1917  | Crimea-Simeis     | S. Beljavskij   |
| 886 Washingtonia   | 1917 b       | 16 tháng 11 năm 1917 | Washington        | G. H. Peters    |
| 887 Alinda         | 1918 DB      | 3 tháng 1 năm 1918   | Heidelberg        | M. F. Wolf      |
| 888 Parysatis      | 1918 DC      | 2 tháng 2 năm 1918   | Heidelberg        | M. F. Wolf      |
| 889 Erynia         | 1918 DG      | 5 tháng 3 năm 1918   | Heidelberg        | M. F. Wolf      |
| 890 Waltraut       | 1918 DK      | 11 tháng 3 năm 1918  | Heidelberg        | M. F. Wolf      |
| 891 Gunhild        | 1918 DQ      | 17 tháng 5 năm 1918  | Heidelberg        | M. F. Wolf      |
| 892 Seeligeria     | 1918 DR      | 31 tháng 5 năm 1918  | Heidelberg        | M. F. Wolf      |
| 893 Leopoldina     | 1918 DS      | 31 tháng 5 năm 1918  | Heidelberg        | M. F. Wolf      |
| 894 Erda           | 1918 DT      | 4 tháng 6 năm 1918   | Heidelberg        | M. F. Wolf      |
| 895 Helio          | 1918 DU      | 11 tháng 7 năm 1918  | Heidelberg        | M. F. Wolf      |
| 896 Sphinx         | 1918 DV      | 1 tháng 8 năm 1918   | Heidelberg        | M. F. Wolf      |
| 897 Lysistrata     | 1918 DZ      | 3 tháng 8 năm 1918   | Heidelberg        | M. F. Wolf      |
| 898 Hildegard      | 1918 EA      | 3 tháng 8 năm 1918   | Heidelberg        | M. F. Wolf      |
| 899 Jokaste        | 1918 EB      | 3 tháng 8 năm 1918   | Heidelberg        | M. F. Wolf      |
| 900 Rosalinde      | 1918 EC      | 10 tháng 8 năm 1918  | Heidelberg        | M. F. Wolf      |

### Từ 901 đến 1000
| Tên               | Tên đầu tiên | Ngày phát hiện       | Nơi phát hiện        | Người phát hiện   |
| ----------------- | ------------ | -------------------- | -------------------- | ----------------- |
| 901 Brunsia       | 19 EE        | 30 tháng 8 năm 1918  | Heidelberg           | M. F. Wolf        |
| 902 Probitas      | 1918 EJ      | 3 tháng 9 năm 1918   | Vienna               | J. Palisa         |
| 903 Nealley       | 1918 EM      | 13 tháng 9 năm 1918  | Vienna               | J. Palisa         |
| 904 Rockefellia   | 1918 EO      | 29 tháng 10 năm 1918 | Heidelberg           | M. F. Wolf        |
| 905 Universitas   | 1918 ES      | 30 tháng 10 năm 1918 | Hamburg-Bergedorf    | A. Schwassmann    |
| 906 Repsolda      | 1918 ET      | 30 tháng 10 năm 1918 | Hamburg-Bergedorf    | A. Schwassmann    |
| 907 Rhoda         | 1918 EU      | 12 tháng 11 năm 1918 | Heidelberg           | M. F. Wolf        |
| 908 Buda          | 1918 EX      | 30 tháng 11 năm 1918 | Heidelberg           | M. F. Wolf        |
| 909 Ulla          | 1919 FA      | 7 tháng 2 năm 1919   | Heidelberg           | K. Reinmuth       |
| 910 Anneliese     | 1919 FB      | 1 tháng 3 năm 1919   | Heidelberg           | K. Reinmuth       |
| 911 Agamemnon     | 1919 FD      | 19 tháng 3 năm 1919  | Heidelberg           | K. Reinmuth       |
| 912 Maritima      | 1919 FJ      | 27 tháng 4 năm 1919  | Hamburg-Bergedorf    | A. Schwassmann    |
| 913 Otila         | 1919 FL      | 19 tháng 5 năm 1919  | Heidelberg           | K. Reinmuth       |
| 914 Palisana      | 1919 FN      | 4 tháng 7 năm 1919   | Heidelberg           | M. F. Wolf        |
| 915 Cosette       | 1918 b       | 14 tháng 12 năm 1918 | Algiers              | F. Gonnessiat     |
| 916 America       | 1915 S1      | 7 tháng 8 năm 1915   | Crimea-Simeis        | G. N. Neujmin     |
| 917 Lyka          | 1915 S4      | 5 tháng 9 năm 1915   | Crimea-Simeis        | G. N. Neujmin     |
| 918 Itha          | 1919 FR      | 22 tháng 8 năm 1919  | Heidelberg           | K. Reinmuth       |
| 919 Ilsebill      | 1918 EQ      | 30 tháng 10 năm 1918 | Heidelberg           | M. F. Wolf        |
| 920 Rogeria       | 1919 FT      | 1 tháng 9 năm 1919   | Heidelberg           | K. Reinmuth       |
| 921 Jovita        | 1919 FV      | 4 tháng 9 năm 1919   | Heidelberg           | K. Reinmuth       |
| 922 Schlutia      | 1919 FW      | 18 tháng 9 năm 1919  | Heidelberg           | K. Reinmuth       |
| 923 Herluga       | 1919 GB      | 30 tháng 9 năm 1919  | Heidelberg           | K. Reinmuth       |
| 924 Toni          | 1919 GC      | 20 tháng 10 năm 1919 | Heidelberg           | K. Reinmuth       |
| 925 Alphonsina    | 1920 GM      | 13 tháng 1 năm 1920  | Barcelona            | J. Comas Solá     |
| 926 Imhilde       | 1920 GN      | 15 tháng 2 năm 1920  | Heidelberg           | K. Reinmuth       |
| 927 Ratisbona     | 1920 GO      | 16 tháng 2 năm 1920  | Heidelberg           | M. F. Wolf        |
| 928 Hildrun       | 1920 GP      | 23 tháng 2 năm 1920  | Heidelberg           | K. Reinmuth       |
| 929 Algunde       | 1920 GR      | 10 tháng 3 năm 1920  | Heidelberg           | K. Reinmuth       |
| 930 Westphalia    | 1920 GS      | 10 tháng 3 năm 1920  | Hamburg-Bergedorf    | W. Baade          |
| 931 Whittemora    | 1920 GU      | 19 tháng 3 năm 1920  | Algiers              | F. Gonnessiat     |
| 932 Hooveria      | 1920 GV      | 23 tháng 3 năm 1920  | Vienna               | J. Palisa         |
| 933 Susi          | 1927 CH      | 10 tháng 2 năm 1927  | Heidelberg           | K. Reinmuth       |
| 934 Thüringia     | 1920 HK      | 15 tháng 8 năm 1920  | Hamburg-Bergedorf    | W. Baade          |
| 935 Clivia        | 1920 HM      | 7 tháng 9 năm 1920   | Heidelberg           | K. Reinmuth       |
| 936 Kunigunde     | 1920 HN      | 8 tháng 9 năm 1920   | Heidelberg           | K. Reinmuth       |
| 937 Bethgea       | 1920 HO      | 12 tháng 9 năm 1920  | Heidelberg           | K. Reinmuth       |
| 938 Chlosinde     | 1920 HQ      | 9 tháng 9 năm 1920   | Heidelberg           | K. Reinmuth       |
| 939 Isberga       | 1920 HR      | 4 tháng 10 năm 1920  | Heidelberg           | K. Reinmuth       |
| 940 Kordula       | 1920 HT      | 10 tháng 10 năm 1920 | Heidelberg           | K. Reinmuth       |
| 941 Murray        | 1920 HV      | 10 tháng 10 năm 1920 | Vienna               | J. Palisa         |
| 942 Romilda       | 1920 HW      | 11 tháng 10 năm 1920 | Heidelberg           | K. Reinmuth       |
| 943 Begonia       | 1920 HX      | 20 tháng 10 năm 1920 | Heidelberg           | K. Reinmuth       |
| 944 Hidalgo       | 1920 HZ      | 31 tháng 10 năm 1920 | Hamburg-Bergedorf    | W. Baade          |
| 945 Barcelona     | 1921 JB      | 3 tháng 2 năm 1921   | Barcelona            | J. Comas Solá     |
| 946 Poësia        | 1921 JC      | 11 tháng 2 năm 1921  | Heidelberg           | M. F. Wolf        |
| 947 Monterosa     | 1921 JD      | 8 tháng 2 năm 1921   | Hamburg-Bergedorf    | A. Schwassmann    |
| 948 Jucunda       | 1921 JE      | 3 tháng 3 năm 1921   | Heidelberg           | K. Reinmuth       |
| 949 Hel           | 1921 JK      | 11 tháng 3 năm 1921  | Heidelberg           | M. F. Wolf        |
| 950 Ahrensa       | 1921 JP      | 1 tháng 4 năm 1921   | Heidelberg           | K. Reinmuth       |
| 951 Gaspra        | 1916 S45     | 30 tháng 7 năm 1916  | Crimea-Simeis        | G. N. Neujmin     |
| 952 Caia          | 1916 S61     | 27 tháng 10 năm 1916 | Crimea-Simeis        | G. N. Neujmin     |
| 953 Painleva      | 1921 JT      | 29 tháng 4 năm 1921  | Algiers              | B. Jekhovsky      |
| 954 Li            | 1921 JU      | 4 tháng 8 năm 1921   | Heidelberg           | K. Reinmuth       |
| 955 Alstede       | 1921 JV      | 5 tháng 8 năm 1921   | Heidelberg           | K. Reinmuth       |
| 956 Elisa         | 1921 JW      | 8 tháng 8 năm 1921   | Heidelberg           | K. Reinmuth       |
| 957 Camelia       | 1921 JX      | 7 tháng 9 năm 1921   | Heidelberg           | K. Reinmuth       |
| 958 Asplinda      | 1921 KC      | 28 tháng 9 năm 1921  | Heidelberg           | K. Reinmuth       |
| 959 Arne          | 1921 KF      | 30 tháng 9 năm 1921  | Heidelberg           | K. Reinmuth       |
| 960 Birgit        | 1921 KH      | 1 tháng 10 năm 1921  | Heidelberg           | K. Reinmuth       |
| 961 Gunnie        | 1921 KM      | 10 tháng 10 năm 1921 | Heidelberg           | K. Reinmuth       |
| 962 Aslög         | 1921 KP      | 25 tháng 10 năm 1921 | Heidelberg           | K. Reinmuth       |
| 963 Iduberga      | 1921 KR      | 16 tháng 10 năm 1921 | Heidelberg           | K. Reinmuth       |
| 964 Subamara      | 1921 KS      | 27 tháng 10 năm 1921 | Vienna               | J. Palisa         |
| 965 Angelica      | 1921 KT      | 4 tháng 11 năm 1921  | La Plata Observatory | J. Hartmann       |
| 966 Muschi        | 1921 KU      | 9 tháng 11 năm 1921  | Hamburg-Bergedorf    | W. Baade          |
| 967 Helionape     | 1921 KV      | 9 tháng 11 năm 1921  | Hamburg-Bergedorf    | W. Baade          |
| 968 Petunia       | 1921 KW      | 24 tháng 11 năm 1921 | Heidelberg           | K. Reinmuth       |
| 969 Leocadia      | 1921 KZ      | 5 tháng 11 năm 1921  | Crimea-Simeis        | S. Beljavskij     |
| 970 Primula       | 1921 LB      | 29 tháng 11 năm 1921 | Heidelberg           | K. Reinmuth       |
| 971 Alsatia       | 1921 LF      | 23 tháng 11 năm 1921 | Nice                 | A. Schaumasse     |
| 972 Cohnia        | 1922 LK      | 18 tháng 1 năm 1922  | Heidelberg           | M. F. Wolf        |
| 973 Aralia        | 1922 LR      | 18 tháng 3 năm 1922  | Heidelberg           | K. Reinmuth       |
| 974 Lioba         | 1922 LS      | 18 tháng 3 năm 1922  | Heidelberg           | K. Reinmuth       |
| 975 Perseverantia | 1922 LT      | 27 tháng 3 năm 1922  | Vienna               | J. Palisa         |
| 976 Benjamina     | 1922 LU      | 27 tháng 3 năm 1922  | Algiers              | B. Jekhovsky      |
| 977 Philippa      | 1922 LV      | 6 tháng 4 năm 1922   | Algiers              | B. Jekhovsky      |
| 978 Aidamina      | 1922 LY      | 18 tháng 5 năm 1922  | Crimea-Simeis        | S. Beljavskij     |
| 979 Ilsewa        | 1922 MC      | 29 tháng 6 năm 1922  | Heidelberg           | K. Reinmuth       |
| 980 Anacostia     | 1921 W19     | 21 tháng 11 năm 1921 | Washington           | G. H. Peters      |
| 981 Martina       | 1917 S92     | 23 tháng 9 năm 1917  | Crimea-Simeis        | S. Beljavskij     |
| 982 Franklina     | 1922 MD      | 21 tháng 5 năm 1922  | Johannesburg         | H. E. Wood        |
| 983 Gunila        | 1922 ME      | 30 tháng 7 năm 1922  | Heidelberg           | K. Reinmuth       |
| 984 Gretia        | 1922 MH      | 27 tháng 8 năm 1922  | Heidelberg           | K. Reinmuth       |
| 985 Rosina        | 1922 MO      | 14 tháng 10 năm 1922 | Heidelberg           | K. Reinmuth       |
| 986 Amelia        | 1922 MQ      | 19 tháng 10 năm 1922 | Barcelona            | J. Comas Solá     |
| 987 Wallia        | 1922 MR      | 23 tháng 10 năm 1922 | Heidelberg           | K. Reinmuth       |
| 988 Appella       | 1922 MT      | 10 tháng 11 năm 1922 | Algiers              | B. Jekhovsky      |
| 989 Schwassmannia | 1922 MW      | 18 tháng 11 năm 1922 | Hamburg-Bergedorf    | A. Schwassmann    |
| 990 Yerkes        | 1922 MZ      | 23 tháng 11 năm 1922 | Williams Bay         | G. Van Biesbroeck |
| 991 McDonalda     | 1922 NB      | 24 tháng 10 năm 1922 | Williams Bay         | O. Struve         |
| 992 Swasey        | 1922 ND      | 14 tháng 11 năm 1922 | Williams Bay         | O. Struve         |
| 993 Moultona      | 1923 NJ      | 12 tháng 1 năm 1923  | Williams Bay         | G. Van Biesbroeck |
| 994 Otthild       | 1923 NL      | 18 tháng 3 năm 1923  | Heidelberg           | K. Reinmuth       |
| 995 Sternberga    | 1923 NP      | 8 tháng 6 năm 1923   | Crimea-Simeis        | S. Beljavskij     |
| 996 Hilaritas     | 1923 NM      | 21 tháng 3 năm 1923  | Vienna               | J. Palisa         |
| 997 Priska        | 1923 NR      | 12 tháng 7 năm 1923  | Heidelberg           | K. Reinmuth       |
| 998 Bodea         | 1923 NU      | 6 tháng 8 năm 1923   | Heidelberg           | K. Reinmuth       |
| 999 Zachia        | 1923 NW      | 9 tháng 8 năm 1923   | Heidelberg           | K. Reinmuth       |
| 1000 Piazzia      | 1923 NZ      | 12 tháng 8 năm 1923  | Heidelberg           | K. Reinmuth       |